# Arbëresh

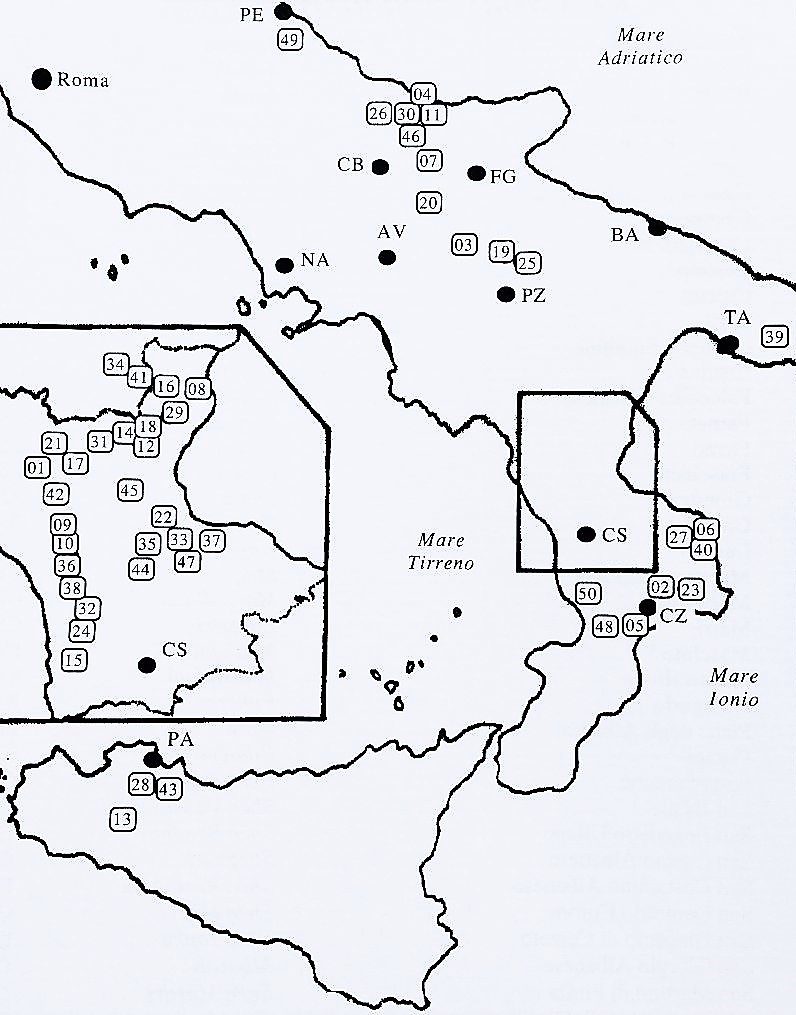
Die albanischen Siedlungen in Italien (siehe Liste)

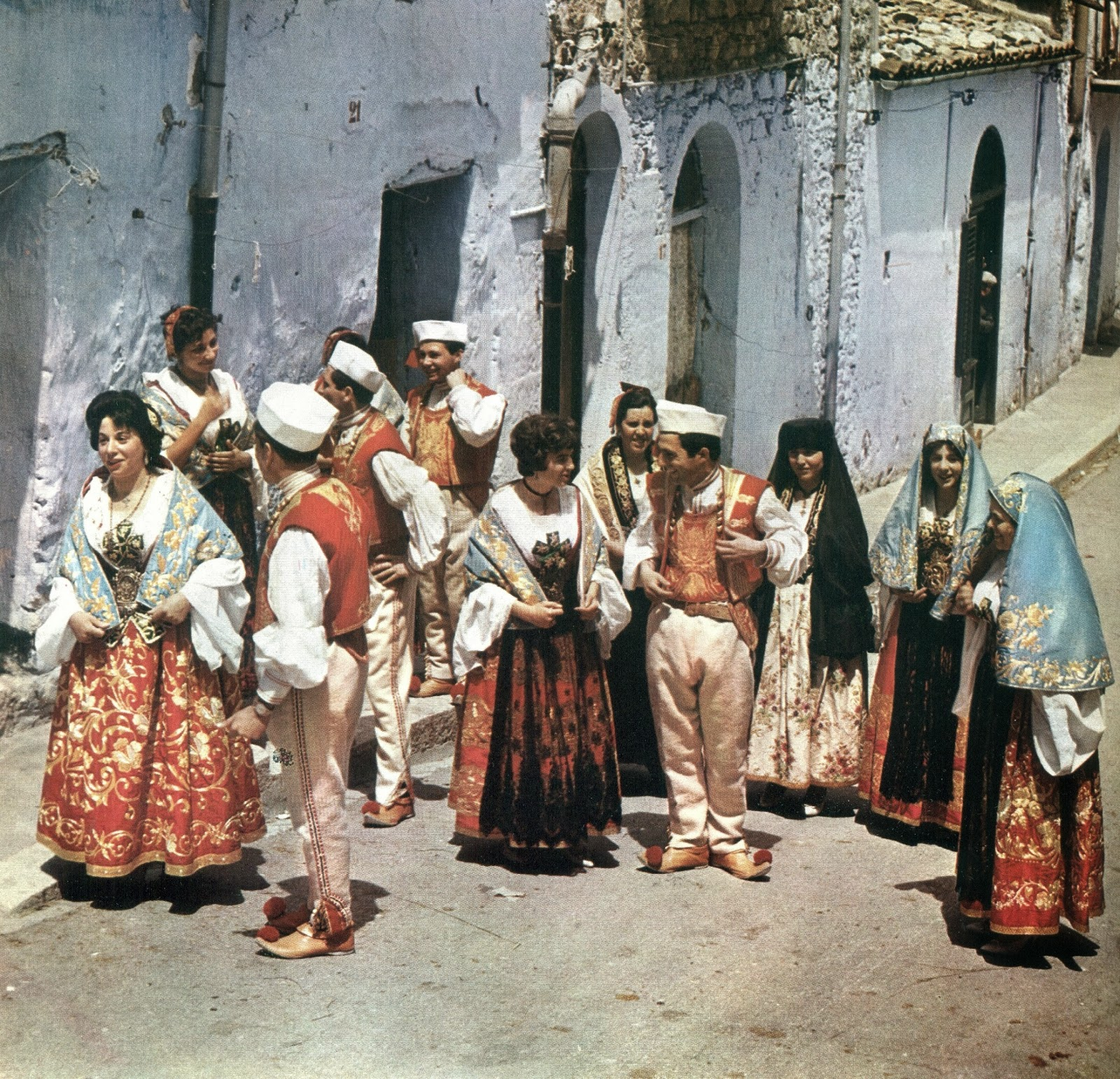
Arbëresh aus Piana degli Albanesi in traditionellen Trachten (1967)

Die Arbëresh [ar'bəreʃ] sind eine alteingesessene albanische ethnische Minderheit in Mittel- und Süditalien und auf der Insel Sizilien, die in Italien durch das Gesetz Nr. 482 „Zum Schutz der historischen Sprachminderheiten“ vom 15. Dezember 1999 geschützt werden. Ihr zerstreutes Siedlungsgebiet wird auf Italienisch „Arbëria“ (auch: Arberia) genannt.
Der Begriff Arbëresh bedeutet „Albaner“ und hat seinen Ursprung im Wort Arber/Arbëri, mit dem man die Region des heutigen Albaniens des 15. und 16. Jahrhunderts benannte.
Die Arbëresh kamen sporadisch in mehreren kleineren und größeren Migrationswellen in das heutige Italien. Während es am Anfang Söldner (Stratioten) waren, die im Dienst der lokalen Feudalherren und der Könige von Neapel standen, kam es nach dem Tod des albanischen Nationalhelden Skanderbeg (1468) und nach den Eroberungen von Kruja (1478) und von Shkodra (1479) durch die Osmanen zu größeren Flüchtlingswellen. Im 16. und 17. Jahrhundert kam es zu Migrationswellen der albanisch-griechischen Bevölkerung (Arvaniten) aus den zahlreichen albanischen Gemeinden in Thessalien, Euböa, Korinth, Attika und Morea im heutigen Griechenland. 1742 flüchtete die christliche Bevölkerung aus dem Ort Piqeras bei Lukova in der Çamëria nach Italien und 1774 Überlebende der letzten Offensiven des Osmanischen Reiches, die die weiten bereits verlassenen Gebiete in der Nähe der Hafenstadt Brindisi besiedeln sollten.
In die neue Heimat brachten die Arbëresh außer ihrer Sprache und ihrer orthodoxen Religion mit Gottesdienst nach dem  byzantinischen Ritus, Ikonen, ihre Bräuche und ihre Tracht mit.
Nach mehr als fünf Jahrhunderten in der Diaspora spricht ein Teil der in Italien gegründeten albanischen Gemeinden noch heute eine altertümliche vor-osmanische albanische Sprache.

## Namen und Bedeutung

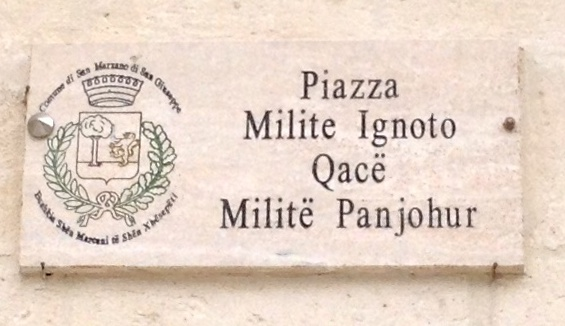
Zweisprachiges Platzschild in San Marzano di San Giuseppe auf Italienisch und auf Arbëresh (unten)

Die Arbëresh nennen sich selber in ihrem albanischen Dialekt Arbëreshët (Mehrzahl bestimmt) bzw. Arbëreshë (Mehrzahl unbestimmt). Die Einzelperson wird Arbëresh/-i (männlich) bzw. Arbëreshe/Arbëreshja (weiblich) genannt. Ihre Sprache wird Arbëresh genannt. Auf Italienisch werden sie als Arbëreshë (IPA: ar'bəreʃ) bezeichnet.
„Arbëresh“ (toskisch) und „Arbër“/„Arbën“ (gegisch) waren im Mittelalter die Selbstbezeichnungen der Albaner, die während der Osmanischen Herrschaft ungebräuchlich wurden. Heute werden nur mehr die Albaner in Italien, deren Vorfahren ab dem 14. Jahrhundert eingewandert sind, Arbëresh genannt.
 Die Selbstbezeichnung des albanischen Volkes lautet heute „Shqiptarë“ („Albaner“; Mehrzahl unbestimmt), die des Landes Albanien (albanisch unbestimmt: Shqipëri, bestimmt: Shqipëria).
In antiken Geschichtsquellen werden die Albaner unterschiedlich bezeichnet: in byzantinischen „Albani“, in westlichen (Neapel, Venedig, Aragón): „Albaner oder Epiroten“, in osmanischen: Arnauten und von den Griechen werden die in Griechenland lebenden Albaner Arvaniten genannt.

## Sprache

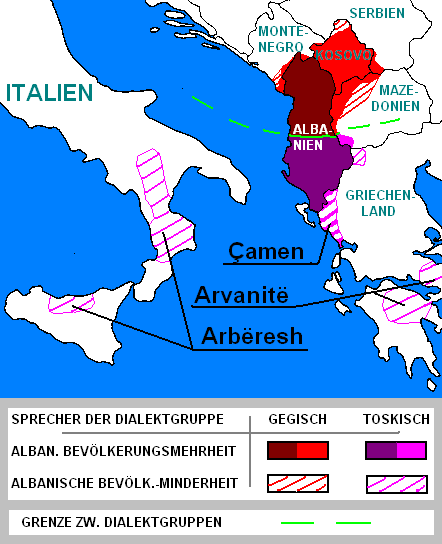
Verbreitung der albanischen Sprache in Süd- und Südosteuropa

Die Sprache der Arbëresh ist die alte albanische Sprache (Arbërisht, Arbërishtja oder Gjuha Arbëreshe), eine Dialektgruppe des Toskischen (Toskë), das in Südalbanien, wo die Massendiaspora ihren Ursprung hatte, gesprochen wird. Die Sprache der Arbëresh unterscheidet sich von der heutigen Hochsprache wesentlich. In einigen Zentren wird ein gemischtes Arbëresh gesprochen, das aus einem gegischen Tonfall (Gegë), dem Dialekt, der in Nordalbanien gesprochen wird, mit liturgischem Griechisch (in Bezug auf die Verwendung religiöser Funktionen) und einer Verschmelzung mit den südlichen italienischen Dialekten besteht. Dieser Prozess entstand durch den jahrhundertelangen Aufenthalt in Italien.
Auch wenn die heutige Standardsprache Albaniens auf dem südlichen toskischen Dialekt basiert, wird der toskische Dialekt „Arbëresh“ wegen verschiedener Akzente und Beugungen nicht ohne weiteres von einem albanischen Muttersprachler verstanden. Es gilt im Allgemeinen, dass das Niveau der sprachlichen Verständigung unter Italo-Albanern (Arbëresh) und gebürtigen Albanern (Shqiptarë) diskret ist. Man schätzt, dass 45 % der Arbëreshwörter mit der aktuellen albanischen Sprache Albaniens übereinstimmen, weitere 15 % durch Neologismen von italo-albanischen Autoren erstellt und dann in die gemeinsame Sprache übernommen wurden; der Rest ist das Ergebnis einer Kontamination mit dem Italienischen, vor allem mit den einzelnen lokalen Dialekten Süditaliens.
Wegen seiner immer kleiner werdenden Anzahl an Sprechern gehört das Arbëresh zu den bedrohten Sprachen. Laut einer Schätzung von 2002 sprachen damals etwa 80.000 Menschen diese Sprache. Frühere Schätzungen gingen von 260.000 (1976) und 100.000 Sprechern (1987) aus.
Die jüngere Generation spricht immer weniger Arbëresh, was auch dadurch bedingt ist, dass es keine wirklich einheitliche Sprache gibt, die von allen Gemeinschaften gesprochen würde. Dies führt dazu, dass die Albaner untereinander oft Italienisch als Verständigungssprache benutzen.

## Siedlungsgeschichte

### Albanische Besiedelung Griechenlands

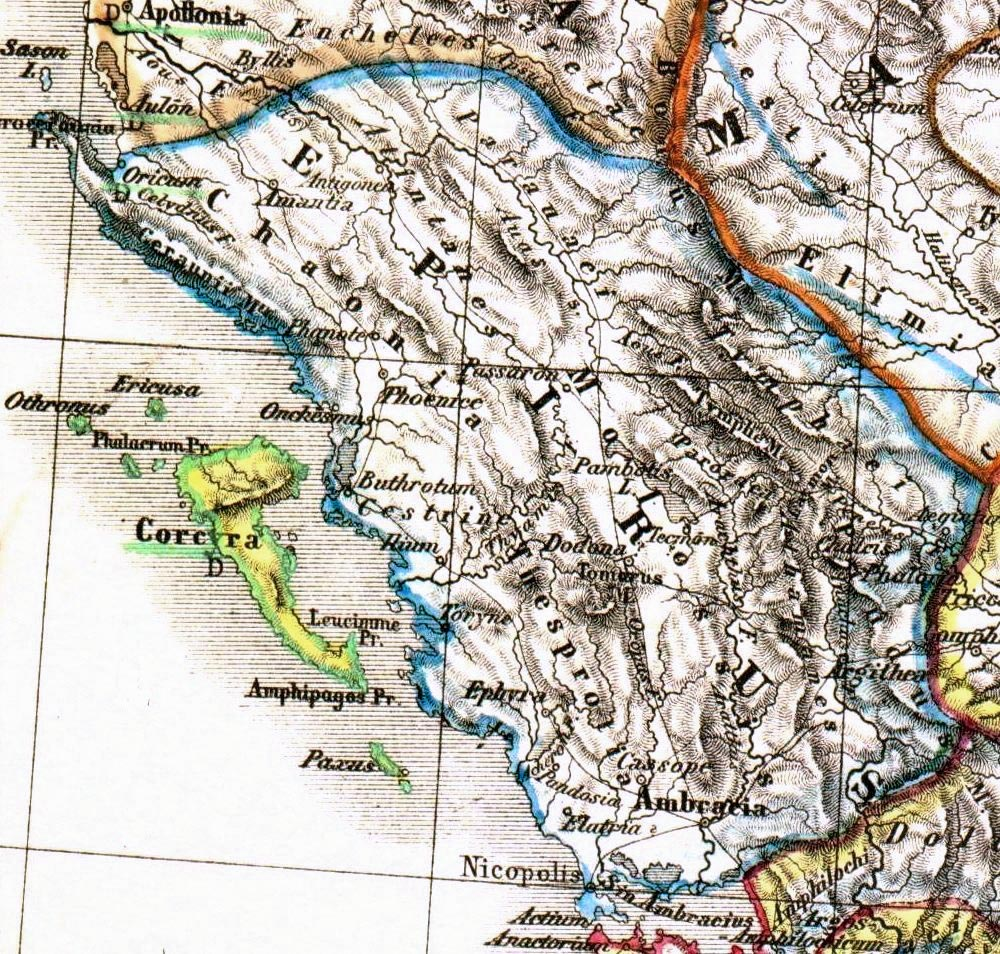
Epirus in der Antike

Die Arbëresh lebten ursprünglich vor allem in Epirus und in den Bergen von Pindos. Zwischen dem 14. und 15. Jahrhundert zogen albanische Stämme in kleinen Gruppen in Richtung Südosten nach Thessalien, Euböa, Korinth, Attika und Morea, wo sie nach einer Anfangsphase des Nomadentums eigene Kolonien (katun) gründen durften und ihre ethnischen Sitten, wie Sprache und Stammesgebräuche aufrechterhielten. Von den Griechen wurden und werden sie noch heute Arvaniten genannt. Selber nennen sie sich „Arbërore”, was Albaner bedeutet.
Die erste albanische Erscheinung in der historischen griechischen Region Thessalien geht auf das Ende des 13. Anfang des 14. Jahrhunderts zurück. Hauptsächlich während der italienischen Herrschaft der Orsini (1318–1359) wanderte die Bevölkerung von Epirus, die hauptsächlich aus albanischen Stämmen bestand, aufgrund von inneren Kämpfen, Massakern und Sippenverdrängung durch die Täler des Pindosgebirges nach Thessalien aus. Von Thessalien, wo sich zahlreiche unabhängige albanische Volksstämme, wie Malacassi, Bua, Messariti u. a. m. konzentriert hatten, wurden die Albaner von den katalanischen Herrschern des Herzogtums Athen nach Lokris, Böotien und Attika eingeladen. Die Albaner galten als „kriegerisch und treu“ und wurden als Experten im Feld zu beliebten Söldnern (Stratioten) der Serben, Franken, Aragonier und Byzantiner.

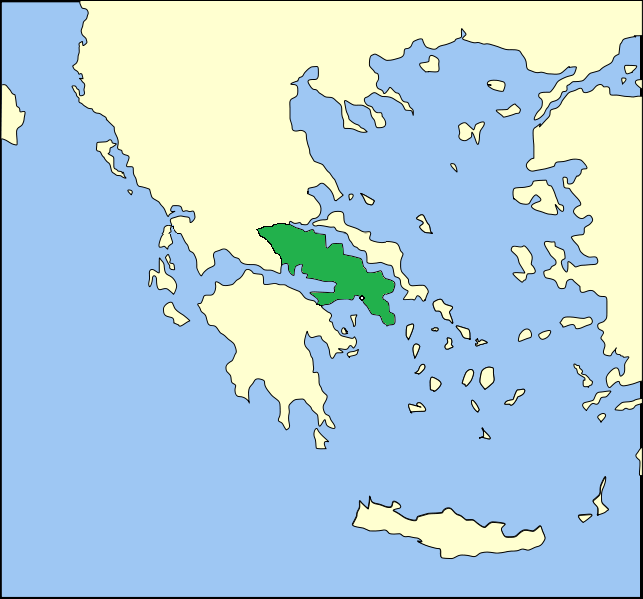
Herzogtum Athen im 13. Jahrhundert

Im Archiv der Krone von Aragonien in Barcelona befinden sich viele Dokumente, die die Geschichte des Herzogtums Athen erhellen und sich auch auf die albanische Einwanderung in diese Region beziehen. Peter IV., Graf von Barcelona (als Peter I. auch König von Sardinien und Herzog von Athen und Neopatria) richtete sich dankend mit einem Brief an den Grafen von Demetrias „e i Albanenses“ (und die Albaner) für die Verteidigung der Herzogtümer Athen und Neopatria. Am 31. Dezember 1382 gab Peter IV. seinem Leutnant und Vicomte Rocabertino den Befehl, allen Griechen und Albanern, die ins Herzogtum Athen kommen wollten, eine Steuerbefreiung von zwei Jahren zu gewähren und die Kapelle des Heiligen Georg in Livadia Bruder Francis Comminges zu übergeben.
Zwischen 1379 und 1393 eroberte der italienische Nerio I. Acciaiuoli mit Hilfe einer Navarresischen Kompanie die Städte Theben und Athen und beendete somit die katalanische Herrschaft in Griechenland. Seitdem zogen katalanische und albanische Flüchtlinge, die bereits im Herzogtum Athen angesiedelt waren, nach Sizilien, um den aragonesischen Königen der Insel zu dienen. Am 20. April 1402 beschloss der Senat der Republik Venedig „pro apopulando Insulam nostram Nigropontis“ (für die Besiedlung unserer Insel Negroponte), dass „Albaner und Andere“ sich mit ihren Familien unter dem Schutz der Republik auf der seit 1205 zu Venedig gehörenden Insel Negroponte (Euböa) niederlassen durften. Dafür erhielten sie für zwei Jahre „Befreiung von allen Steuern und für die Arbeit geeignetes Ödland geschenkt“ unter der Bedingung, dass sie so viele Pferde „wie Männer der Familienoberhäupter“ hielten, die Insel nicht ohne Erlaubnis des Provveditore des Dogen verlassen durften und jederzeit zur Verteidigung der Insel bereit sein mussten.

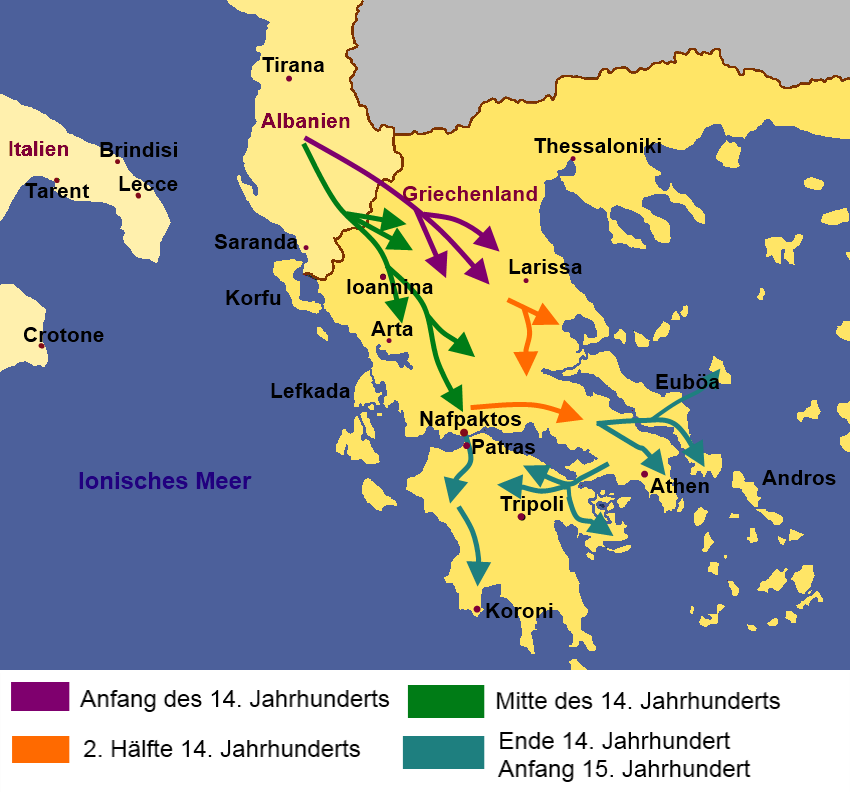
Albanische Auswanderung nach Griechenland zwischen dem 14. und 16. Jahrhundert

Aus Dokumenten des Archivs von Venedig wird die Organisation der venezianischen Regierungen in den verschiedenen Besitztümern deutlich: großzügig mit den würdigen und treuen Untertanen, die Belohnungen, Privilegien und Ehrentitel sowie Asyl im venezianischen Gebiet im Falle einer feindlichen Invasion erhielten und streng in der Anwendung der Gesetze mit Verurteilungen und harten Strafen für Schuldige und Kriminelle. So garantierte der venezianische Senat am 28. August 1400 für Schutz und Gastfreundschaft für die Verdienste von Mirska Zarcovichio, Herr von Vlora, im Falle einer osmanischen Invasion. Am 14. Mai 1406 erhielt Nicola Scura von Durazzo vom Grafen von Shkodra ein Empfehlungsschreiben für „unermüdliche Loyalität“. Auf Oliverio Sguro, der für Verbrechen verbannt wurde, stand die Todesstrafe (27. März 1451). Er sollte auf dem Markusplatz in Venedig zwischen zwei Säulen enthauptet werden („… conducatur Venetias et amputetur ei caput in medio duarum columnarum“). Dasselbe Todesurteil traf am 4. April 1454 drei albanische Matrosen – “Balistari” – auf den Galeeren von Marino Cantareno wegen Meuterei und Desertion.
Im Mai 1347 wurde Manuel Kantakuzenos von seinem Vater, Kaiser Johannes VI. Kantakuzenos, zum byzantinischen Despoten von Morea ernannt, wo er 1349 eintraf. Manuel, beunruhigt durch die Kriege gegen die lateinischen Nachbarstaaten, die unruhige Bevölkerung, die osmanischen Einfälle und den Bevölkerungsrückgang, versuchte dem demografischen Problem in der Region Abhilfe zu schaffen, indem er die Einwanderung einer großen Anzahl von Albanern aus Epirus und Thessalien anordnete.
Theodor I. Palaiologos, Despot von Morea von 1382/83 bis 1406, genehmigte zwischen 1398 und 1404 die Niederlassung von albanischen Volksstämmen in Morea, um sein Despotat vor griechischen Rebellen, vor Venezianern und vor allem gegen die immer häufiger werdenden osmanischen Angriffen zu verteidigen. Nach dem griechischen Historiker Dionysios A. Zakythinos kamen 10.000 Albaner mit ihren Familien und ihren eigenen Herden an den Isthmus von Korinth und baten den Despoten um Erlaubnis, sich auf dem Territorium des Despoten niederlassen zu dürfen, was dieser akzeptierte.

### Albanische Besiedelung Italiens
Mit der Ausdehnung des Osmanischen Reiches im 14. Jahrhundert nach Albanien flüchteten viele der damals christlichen Albaner nach Dalmatien, in südgriechische Gebiete und ins heutige Italien. Ein Zeugnis davon ist ein Privileg, in dem Königin Johanna II. am 7. September 1418 den Soldaten Giovanni Albanense seinem Bruder Giannozzo und ihren Erben unbegrenzte Steuerbefreiung im Zusammenhang mit der Università (lat.: Universitas) und den Einwohnern von Corsano (heute eine Ortschaft in der Provinz Avellino) im Principato Ultra bis zu einer Summe von einem Golddukaten jährlich gewährte. Am 24. November 1439 wurde dieses Privileg von König Alfons I. bestätigt.
Mit der Eroberung von Konstantinopel im Jahr 1453 hatten die Osmanen einen Großteil der Balkanhalbinsel unter ihre Kontrolle gebracht, während dem Byzantinischen Reich nur noch die Küste übrig blieb. Es gibt Notizen von Migrationen nach Italien vom anderen Ufer der Adria aus dieser Zeit. Die Volksverschiebung wurde in erster Linie durch den florierenden Handel bestimmt. Bevorzugt waren Gebiete, die einmal zum Römischen Reich und später zur Republik Venedig gehörten.

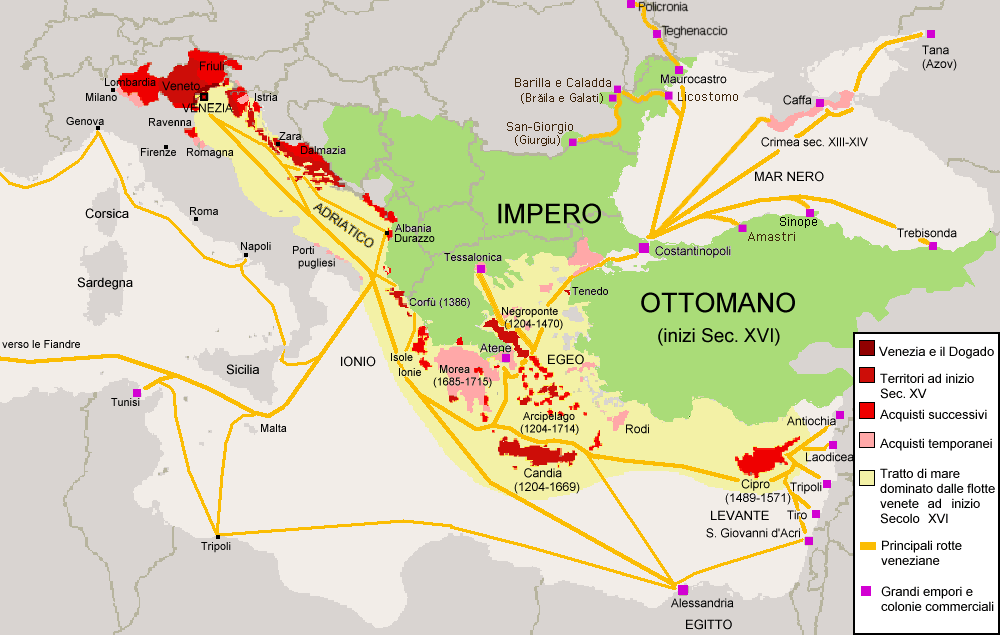
Die Republik Venedig um 1500 einschließlich kurzzeitiger Besitzungen, dazu die Haupthandelswege

#### Republik Venedig
In den Jahren 1388, 1393 und 1399 wurden zwischen den albanischen Fürsten und der Republik Venedig, die starke Handelsinteressen in diesen Gebieten der Adria hatten, mehrere Allianzen eingegangen. Mit dieser Strategie gelang es beiden Völkern, die Eroberungen und Expansion der Serben und Osmanen in diesen Gebieten zu stoppen. Aus diesem Geflecht von militärischen (Stratioten) und kommerziellen Beziehungen kamen viele Albaner nach Italien, und zum Teil blieben sie dort und gründeten die ersten dauerhaften albanischen Siedlungen in den Besitzungen Venedigs.
Im 15. Jahrhundert registrierte man albanische Auswanderer in Venedig und in den unter der Republik Venedig stehenden Gebieten, wo sie blühende Kolonien bildeten.

#### Königreich Neapel

Königreich Neapel (1441–1800)

Das Königreich Neapel, das durch seine Ausdehnung und die Fruchtbarkeit seines Territoriums in der Lage gewesen wäre, zwölf Millionen Einwohner zu beherbergen, zählte nicht mehr als fünf Millionen. Mit der Zeit erkannte die Regierung, dass die Bemühungen, die Zahl der Einwohner zu erhöhen, zu langsam und oft fruchtlos waren. Aus diesem Grund wandte sich die Regierung ans Ausland und zwar an die Albaner, die zuerst dank der Nähe und dann durch die osmanische Unterdrückung leicht zur Auswanderung zu bewegen waren.
Es wird angenommen, dass sporadisch albanische Gruppen bereits zwischen dem 13. und 15. Jahrhundert ins Königreich Neapel kamen. Es gibt Berichte über Albaner in Kalabrien, die nach der Eroberung der Hafenstadt Durazzo (lat. Dyrrachium) durch den König von Sizilien, Karl I., im Jahr 1272 im Dienst der feudalen kalabrischen Barone standen. Diese hatten sich wegen zu hohen Gabellen und anderen unmöglich zu zahlenden Steuern gegen das angevinische Regime erhoben und die Albaner zu Hilfe gerufen, die ihre militärischen Dienstleistungen zur Verfügung stellten.

Karl I. erließ vorteilhafte Bestimmungen für die Albaner, die sich in Apulien befanden. Aus dem Jahr 1272 gibt es Spuren von Albanern in einem Ort namens Pallavirgata in der Nähe von Brindisi, andere in verschiedenen Orten der Provinz Terra d’Otranto, von denen jedoch jegliche Spur verloren gegangen ist. Steuervergünstigungen erhielten Kaufleute, von denen viele von den Herren der Orte nach Apulien, Kalabrien und Sizilien eingeladen worden waren, um dort Handel zu treiben.
Unter den Albanern im Königreich Neapel befanden sich auch sogenannte „obsides“ bzw. Geiseln, „offensichtlich Personen von hohem Rang, die in Aversa zu Gast waren“, sowie „einige Gefangene in den Festungen von Brindisi und Acerenza“. Als Karl I. den Bürgern von Durazzo am 20. Februar 1272 ihre „privilegia antiquorum Imperatorum Romaniae“ bestätigte, stellten die albanischen Häuptlinge als Bürgschaft ihrer Treue sechs Geiseln, die am 13. Dezember 1274 in Aversa interniert wurden. Erwähnt werden auch einige versklavte „Albanenses seu Graeci“ (Albaner oder Griechen), Personen aus dem Balkan beiderlei Geschlechts, die als „sclavis seu servis“ (Sklaven oder Diener) gehalten wurden aufgrund der Tatsache, dass sie gekauft worden waren. König Karl I. gab den Auftrag, dass diese „Albanenses et Graecos masculos seu feminas“ (Albaner und Griechen männlich oder weiblich) befreit werden und dahin gehen könnten, wohin sie wollten.
Als Karl Thopia 1368 das Fürstentum Albanien eroberte, mussten viele albanische Anhänger der Königin von Neapel, Johanna I., ins Königreich Neapel fliehen, um den Repressalien des neuen Herrn zu entkommen.
Unter Martin I., König von Sizilien (1401–1409), diente jahrelang der aus dem Epirus stammende Giovanni Matrancha (auch: Matracca, Matraccha, Matracchia, Matranga), der als Belohnung für seine Dienste das Gebiet von Morgana nicht weit von Calascibetta gelegen und das königliche Verwalteramt von Castrogiovanni erhielt. 1391 heiratete er in Castrogiovanni die adelige Giacopina Leto, mit der er zwei Söhne hatte: Giacomo und Pietro. Die Brüder, die 1406 ein großes Gebiet, Marcato di Mulegi genannt, von Antonio di Ansisa, ein Verwandter mütterlicherseits, erbten, „lebten sehr reich“, vor allem Giacomo, der das Lehnsgut Mantica und andere Güter erwarb. Gewissheit darüber gibt eine alte Grabschrift in der Chiesa Santa Caterina in Castrogiovanni des Kommandanten Giacomo Matrancha, Baron von Mantica und anderen Lehnsgütern: „Hic iacet Jacobus Matrancha, olim Baro Manticae cum suis ab Epiro, post infinitos labores, spiritum inter sidera suisque ossibus, hic requiem dedit“

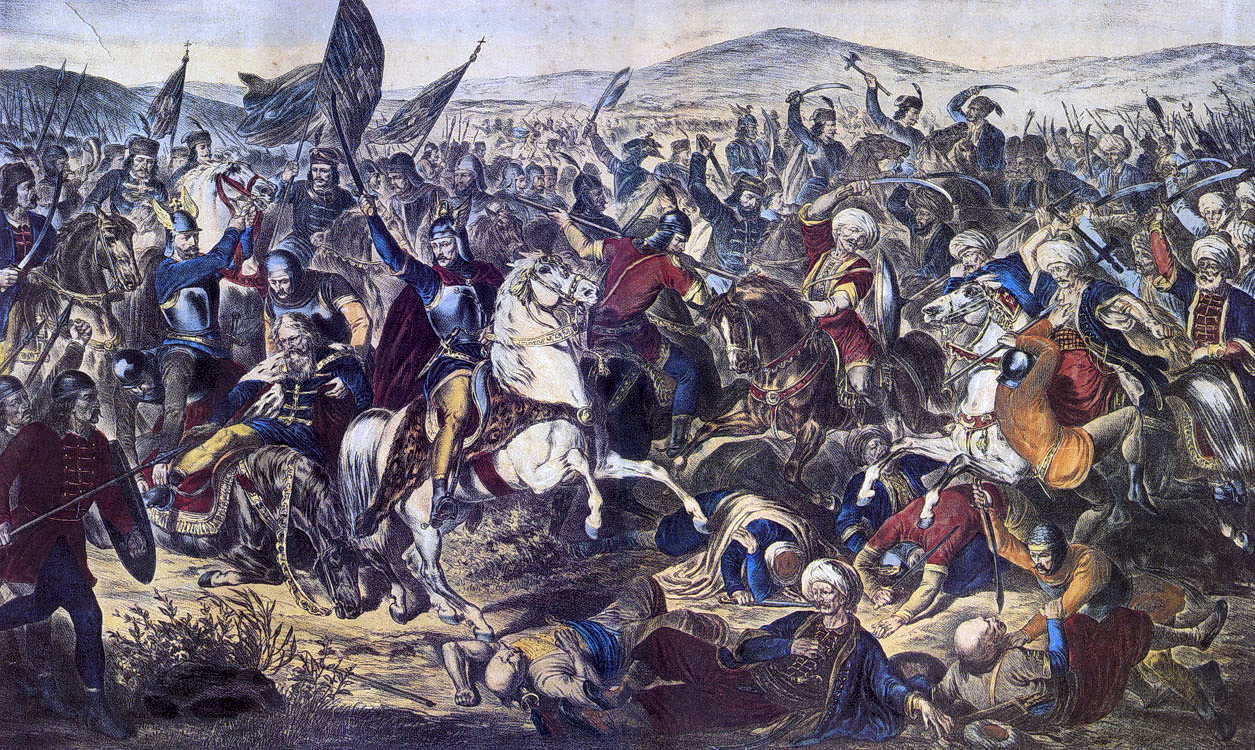
Schlacht auf dem Amselfeld
Historisierendes Gemälde von Adam Stefanović, 1870

Historisch bedeutend für die albanischen Fürstentümer war die Schlacht auf dem Amselfeld am 15. Juni 1389, an der einige albanische Fürsten wie Pal Kastrioti und Theodor Muzaka II. teilnahmen. Beide fielen in dieser Schlacht. Die Schlacht auf dem Amselfeld markierte sowohl den Beginn der osmanischen Eroberung auf der Balkanhalbinsel als auch den Anfang einer starken Verteidigung der albanischen Bevölkerung, die erst 100 Jahre später vorläufig enden sollte. In dieser Zeit ließen sich die ersten albanischen Flüchtlinge in Süditalien nieder.
Unter den spanischen Aragoniern (1442–1501, 1504–1555), den Habsburgern (1516–1700, 1713–1735) und den Bourbonen (1735–1806) war das Königreich Neapel ein Zentrum der militärischen Aktivität und Kolonisation für Balkanvölker.
Während die Republik Venedig mit den Osmanen auch Handelsverbindungen einging, zeigten die Vertreter Spaniens in Süditalien immer eine feindselige Haltung gegenüber den Osmanen. Sie verbündeten sich nie mit ihnen (bis Mitte des 18. Jahrhunderts) und waren nicht in der Lage, Handelsinteressen jeder Art im östlichen Mittelmeer und in anderen Territorien der Sultane zu schaffen.
Trotz der Opposition Venedigs verbargen die Spanier ihre Bestrebungen nicht, ihren politischen Einfluss auch auf die nahe gelegene Balkanhalbinsel auszudehnen. Sowohl in Bezug auf diese Taktik, als auch angesichts der allgemeinen Politik Madrids mussten die Vizekönige von Neapel und Sizilien immer starke Streitkräfte bereithalten, die auf der einen Seite bereit waren, mögliche Aufstände der lokalen Barone abzuwenden und auf der anderen Seite die ununterbrochene muslimische Bedrohung aus dem Balkan aufzuhalten. Insbesondere aufgrund der muslimischen Bedrohung mussten starke Marineeinheiten unterhalten werden, um sowohl die jahrhundertelangen Angriffe (vom 16. Jahrhundert bis zum Anfang des 19. Jahrhunderts) der nordafrikanischen muslimischen Piraten auf die Königreiche (Sizilien und Neapel), Sardinien und die östliche Iberische Halbinsel abzuwehren als auch einer möglichen osmanischen Invasion standzuhalten, die seit der Zeit des Eroberers, Mehmeds II. (1444–1446, 1451–1481), immer wie ein Damoklesschwert über den kalabrischen und den angrenzenden Küstenstreifen hing. Die Griechen und Albaner, die im Königreich von Neapel lebten (und bis zu einem gewissen Punkt auch diejenigen von Sizilien), fanden somit die Gelegenheit, sich in der sizilianischen Marine oder in der neapolitanischen leichten Kavallerie (Stratioten) zu engagieren und erfüllten damit ein doppeltes Bedürfnis: gut von ihren spanischen Vorgesetzten bezahlt zu werden und ihrem Hass gegen die Osmanen freien Lauf zu lassen.
Die meisten Kolonien wurden in Süditalien nach dem Tod des albanischen Fürsten Gjergj Kastrioti, genannt Skanderbeg (1468), den osmanischen Eroberungen von Kruja (1478), Shkodra (1479) und Durrës (1497) gegründet. Diese Einwanderungswellen setzten sich bis 1774 fort, als sich eine Kolonie von Albanern in Nähe der Hafenstadt Brindisi in Apulien niederließ.
Nach Studien der Geschichtswissenschaft gab es neun Auswanderungswellen von Albanern nach Italien, denen die Binnenmigration innerhalb Süditaliens und die letzte Migration (die zehnte) der 1990er Jahre hinzugefügt werden müssen.

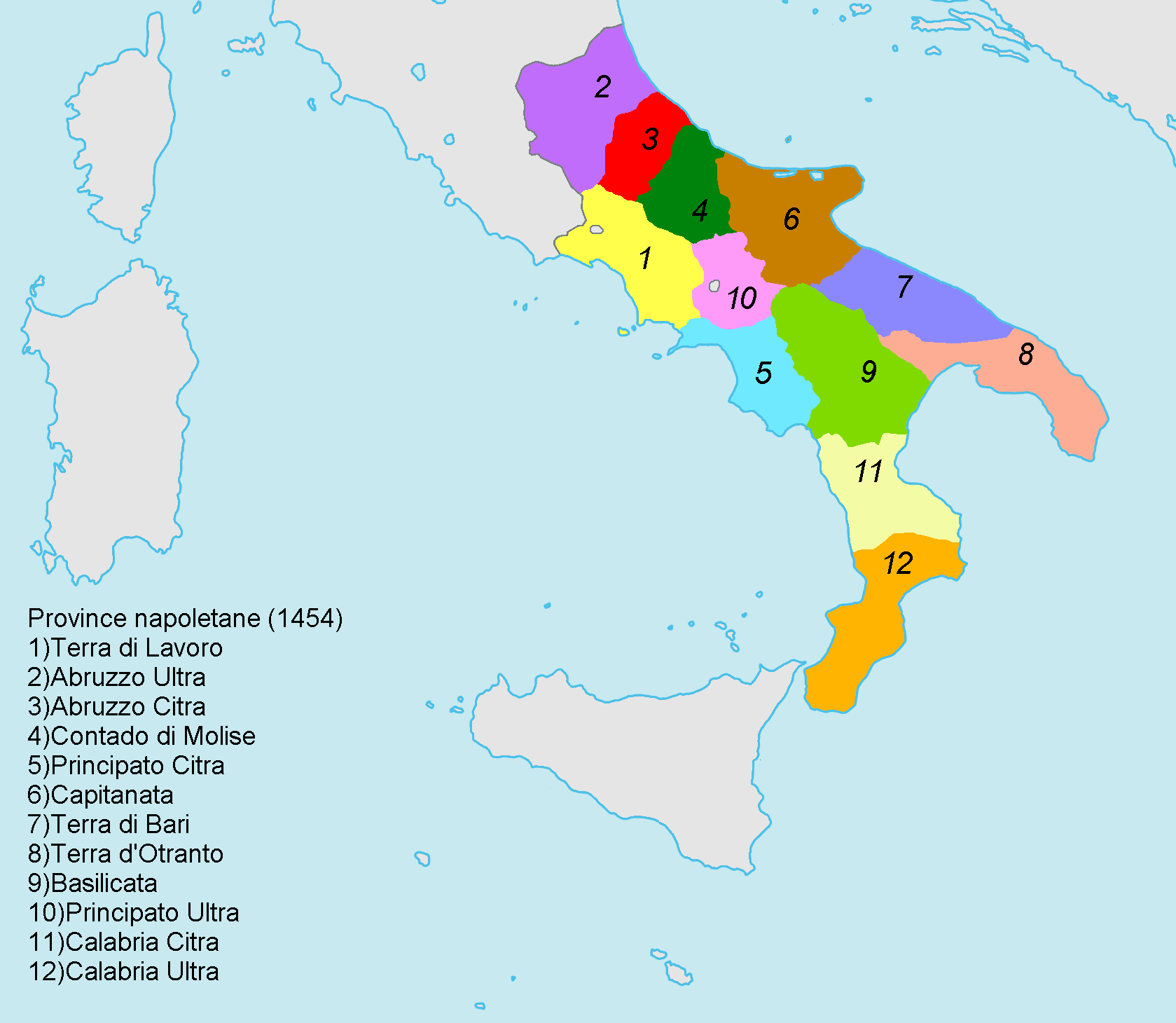
Neapolitanische Provinzen um 1454

Die Arbëresh gründeten fast 100 Soldaten- und Bauernkolonien, von denen sich die meisten in Kalabrien befinden. Sie erhielten Privilegien wie Steuerbefreiung und volle administrative Autonomie. Später wurde eingeführt, dass jedes albanische „Feuer“ jährlich elf Carlini (mittelalterliche Münze im Königreich Neapel) zu zahlen hatte. Ausgenommen davon war Calabria Citra, wo sich die prominente Bevölkerung von Koroni aus Morea niedergelassen hatte, die am 8. April 1533 vom Kaiser des Heiligen Römischen Reiches, Karl V., besondere Privilegien erhalten hatte (siehe weiter unten: Die fünfte Migration). Diese Privilegien waren ein Ausnahmefall, wurden allerdings auf die Orte Barile und San Costantino Albanese in der Basilikata und Farneta in Kalabrien ausgedehnt, weil dort „Coronei“ (ital. für die Bevölkerung von Koroni) lebten. Die Privilegien waren dauerhaft und wurden später bestätigt: am 18. Juli 1534 von Karl V. was am 3. März 1538 von der königlichen Kammer bestätigt wurde. Auf Antrag der Nachkommen der im Königreich siedelnden „Coronei“ wurden die Privilegien mit Datum Madrid, 20. Juli 1620, und mit der Klausel „dummodo in possessione existant“ (vorausgesetzt am Leben) von Philipp III. bestätigt. Unter anderem erlaubte Philipp III. den „Coronei“ überall Waffen zu tragen, sogar bis in die Wohnungen des Fürsten. Somit wurden sie „Lance spezzate“ (Lance Corporal) des Königs von Spanien. In Bestätigung der Kapitulationen zwischen den „Coronei“ und den Herrschern liest man: „Ebenso können diese Bürger im ganzen Reich und in der Jurisdiktion der vorher genannten kaiserlichen Messieurs Waffen tragen, auch bis in die Kammer ihrer Messieurs und deren Offiziere, da es die vorherigen Könige gewährt haben […].“ Am 20. August 1662 (vollstreckbar am 25. August 1662) wurden die Privilegien von Philipp IV. mit der Klausel „dummodo in possessione existant“ und schließlich von Philipp V. bestätigt.
1569 zählte man 3944 albanische „Feuer“: in Molise 102, im Principato Ultra 56, in Basilikata 787, in Calabria Ultra 153, in Terra Hidrunti 803, in Terra di Bari 1186, in Capitanata 1169, in Abruzzo Ultra 138, in Abbruzzo citra 403. Von den anderen Provinzen gibt es für dieses Jahr keine Volkszählung, da es oft vorkam, dass die Albaner wegzogen, um nicht gezählt zu werden und somit die elf Carlini jährlich nicht zu bezahlen hatten.
Mit der Heirat von Irina (manchmal auch als Erina, Irene oder Elena angeführt) Kastrioti (Enkelin von Gjon Kastrioti II., dem Sohn Skanderbegs), Tochter von Ferdinand (Herzog von San Pietro in Galatina und Soleto), im Jahr 1539 mit Pierantonio Sanseverino († 1559 in Frankreich), Fürst von Bisignano, Herzog von Corigliano Calabro und San Marco, kam es zur Binnenmigration. Viele Arbëresh von Apulien folgten ihr nach Kalabrien, wo sie Falconara Albanese in der Provinz Cosenza gegründet haben sollen.

##### Die erste Migration (1399–1409)
Die erste Migration fand im Zeitraum zwischen 1399 und 1409 statt, als der König von Neapel, Ladislaus aus dem französischen Haus Anjou, sich gezwungen sah, mit albanischen Söldnertruppen, die ihre Dienste der einen oder anderen Partei anboten, die Aufstände der lokalen Barone in Kalabrien, das zum Königreich Neapel gehörte, gegen die Anjou niederzuschlagen. In jener Zeit ereigneten sich oft Aufstände des Adels gegenüber einer königlichen Macht, die bereit war, Kompromisse einzugehen.

##### Die zweite Migration (1461–1468)
Die zweite Migration geht auf die Jahre zwischen 1461 und 1468 zurück, als Ferdinand I. aus dem spanischen Haus Aragon, König von Neapel, sich 1459 dazu gezwungen sah, Skanderbeg um Unterstützung im Kampf gegen einen von den französischen Anjou angeschürten Aufstand der lokalen Barone (1459–1462) zu bitten.
Skanderbeg, der in Kämpfe mit den Osmanen verwickelt war, vertraute seinem Neffen Coiro Streso (oder Gjok Stres Balšić) ein 5000 Mann starkes Expeditionskorps an.
In Barletta war die Basis seiner Operationen. Die Truppen des Rebellen Giovanni Antonio Orsini del Balzo, letzter Fürst von Tarent, wurden schnell besiegt. Dann kam es zum Gefecht mit den Franzosen und zur Eroberung der Stadt Trani.

Skanderbegs militärische Expedition nach Italien (1460–1462). Die nördliche Route wurde von ihm selbst genommen, während seine Untergebenen auf der südlichen reisten.

1460 hatte König Ferdinand ernste Probleme mit einem weiteren Aufstand der Anjou und bat Skanderbeg erneut um Hilfe. Diese Aufforderung beunruhigten die Gegner von König Ferdinand. Der herausragende, aber unzuverlässige Condottiere Sigismondo Pandolfo Malatesta, der Wolf von Rimini, äußerte, dass, wenn Ferdinand Skanderbeg empfangen würde, er zu den Osmanen überlaufen würde. Im September 1460 entsandte Skanderbeg eine Kompanie von 500 Kavalleristen unter seinem Neffen Ivan Strez Balšić, die am 1. Oktober 1460 in Trani und Barletta ankamen.
Ferdinands Hauptgegner Fürst Giovanni Antonio Orsini del Balzo von Tarent versuchte Skanderbeg von diesem Unternehmen abzubringen und bot ihm sogar eine Allianz an, was keinen Einfluss auf Skanderbeg hatte, der am 31. Oktober 1460 antwortete, dass er der Aragon-Familie, besonders in Zeiten der Not, Lehnstreue schuldig sei. In seiner Antwort an Orsini erwähnte Skanderbeg, dass Albaner ihre Freunde nie verraten würden, dass sie Nachkommen von Pyrrhus von Epirus seien, und erinnerte somit Orsini an die Pyrrhussiege in Süditalien.
Als die Situation kritisch wurde, schloss Skanderbeg am 17. April 1461 einen dreijährigen Waffenstillstand mit den Osmanen und erreichte am 25. August 1461 Apulien mit einer Expeditionskraft von 1000 Kavalleristen und 2000 Infanteristen. Ferdinand betraute ihn mit der gesamten apulischen Front und mit der Verteidigung der Festung von Barletta, während der König weiter nördlich mit Alessandro Sforza, Herr von Pesaro, gegen die französischen Anjou kämpfte.

Skanderbeg führte die ihm zugewiesene Aufgabe mit äußerster Gewissenhaftigkeit aus. Von Barletta und Trani aus griff er die Gebiete der rebellischen Barone in Terra d’Otranto an, wo er Elend und Verwüstung verbreitete. Die „Casali“, Schloss von Mazara, in der Provinz Tarent, deren Feudalherren mit dem Rebellen Giovanni Antonio Orsini del Balzo verbündet waren, wurden dabei zerstört.

Nach drei Monaten verlangten die Rebellen, angeführt vom Fürsten von Tarent, den Frieden, für den Skanderbeg selbst als Vermittler eintrat.
Skanderbeg kämpfte später in der Schlacht im Gebiet Terrastrutta, in der Nähe des heutigen Greci in Kampanien, in der die Anjou endgültig geschlagen wurden. Nach dieser Schlacht wurde zur Verteidigung eventueller Rebelleneinfälle eine Garnison von albanischen Soldaten auf diesem Hügel gelassen, die den Ort Greci gründeten.
Skanderbeg war es gelungen, die italienischen und angevinischen Truppen von Orsini von Tarent zu besiegen, den Thron von König Ferdinand zu sichern und nach Albanien zurückzukehren. König Ferdinand dankte Skanderbeg für den Rest seines Lebens. Während ein großer Teil der Truppen in Apulien blieb und sich in Capitanata und Terra d’Otranto niederließ und „Albania Salentina“ (salentinisches Albanien) gründete, kehrte Skanderbeg mit einigen Truppen in die Heimat zurück, um erneut den Osmanen entgegenzutreten.
Zur „Albania Salentina“ gehörten die Orte Sternatia und Zolino in der Provinz Lecce, Belvedere (erloschen), Carosino, Civitella (Carosino), Faggiano, Fragagnano, Monteiasi, Montemesola, Monteparano, Roccaforzata, San Crispieri, San Giorgio, San Martino (erloschen) und Santa Maria della Camera (heute ein Teil von Roccaforzata) in der Provinz Tarent, von denen heute nur San Marzano di San Giuseppe die historische Erinnerung an jene Zeiten darstellt und den albanischen Dialekt Arbëreshët erhalten hat. In der Provinz Foggia in Capitanata wurden Casalnuovo Monterotaro, Casalvecchio di Puglia, Castelluccio dei Sauri, Chieuti, Faeto, Monteleone di Puglia, Panni und San Paolo di Civitate gegründet.

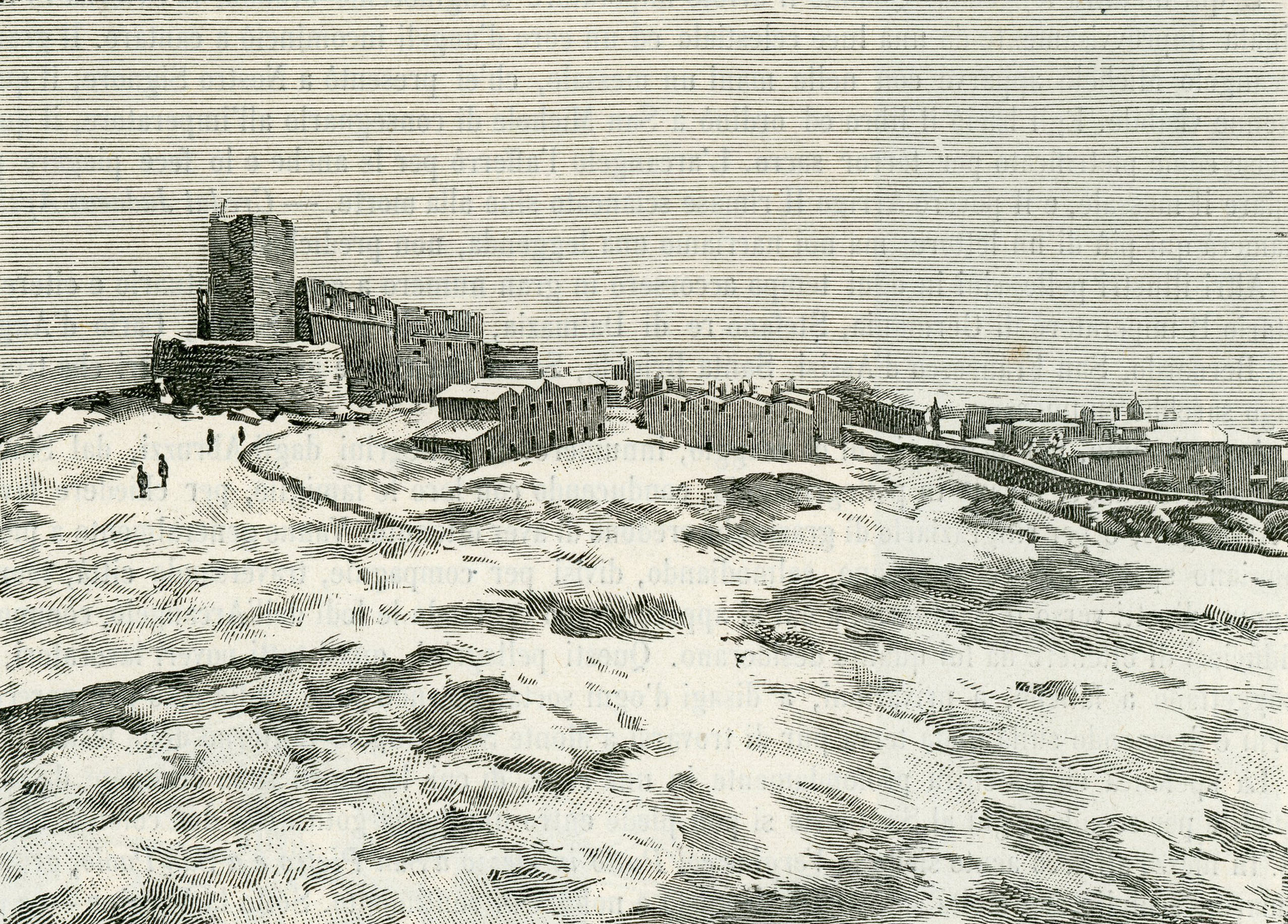
Schloss Monte Sant’Angelo, Holzschnitt 1898

Auf Skanderbegs Reise nach Neapel im Jahr 1467 erfüllte Ferdinand I. am 10. April seine „Dankbarkeit, Großzügigkeit und Wohlwollen“ für die erhaltene Hilfe in Apulien mit einem Freibrief. Skanderbeg erhielt für sich und seine gegenwärtigen und zukünftigen Erben die Lehnsgüter Monte Sant’Angelo und San Giovanni Rotondo in Capitanata mit einer Reihe von symbolischen und wirtschaftlichen Vorteilen: die Ausdehnung der Macht auf den gesamten Küstenabschnitt zwischen den beiden Gütern, der direkte Zugang der königlichen Gerichtsbarkeit bei Streitigkeiten und schließlich die Möglichkeit, von der Küste von Monte Sant'Angelo und vom Hafen von Mattinata Waren in beliebigem Wert zu im- und exportieren ohne Verpflichtung zur Zahlung der Gebühren an den Hafen von Manfredonia. Monte Sant’Angelo war zu der Zeit ein sehr angesehenes Lehen, das bis zu jenem Zeitpunkt nur Mitgliedern des regierenden Hauses gewährt worden war.
Da der Freibrief erst nach drei Jahren Gültigkeit haben sollte, schwur der König vier Tage später den Treueeid darauf.
Viele der Albaner, die ihren Fürsten nach Italien begleitet hatten, baten und erhielten das Recht, mit ihren Familien dort bleiben zu dürfen, wo sie sich in verschiedenen Ortschaften zerstreuten.
Nach dem Tod Skanderbegs am 17. Januar 1468 in Lezha äußerte seine Witwe Donika Arianiti gegenüber König Ferdinand I. von Neapel den Wunsch, mit ihrem Sohn Gjon Kastrioti II., dem einzigen Nachkommen Skanderbegs, sich auf den Lehnsgütern Skanderbegs im Königreich Neapel niederlassen zu können, um der Rache der Osmanen und der Islamisierung zu entkommen, was der König mit seinem Brief vom 24. Februar 1468 mit Freude akzeptierte.

##### Die dritte Migration (1468–1506)
Die vierte und umfangreichste Migration geht auf die Jahre zwischen 1468 und 1506 zurück, als die Venezianer die Albaner dem unersättlichen Schmachten Mehmeds II. nach mehr Herrschaftsbereich sich selbst überlassen hatten. Immer mehr albanische Städte und Festungen fielen unter osmanische Herrschaft. Die Bevölkerung wurde verfolgt und niedergemetzelt. Viele Albaner, die die gesamte Besetzung ihrer Heimat und die Rache der Osmanen voraussahen, folgten dem Beispiel jener Albaner, die sich bereits früher in Süditalien niedergelassen hatten. Von den Häfen Ragusa, Skutari und Lezha verließen sie ihre Heimat auf venezianischen, neapolitanischen und albanischen Schiffen.
Papst Paul II. schrieb an den Herzog von Burgund: „Die Städte [von Albanien], die bis auf diesen Tag der Wuth der Türken widerstanden hatten, sind von nun an in ihre Gewalt gefallen. Alle Völker welche die Ufer des adriatischen Meeres bewohnen, zittern beym Anblick der drohenden Gefahr. Man erblickt allenthalben nur Schrecken, Trauer, Gefangenschaft und Tod. Nicht ohne Thränen kann man jene Schiffe ansehen, die von der Albanischen Küste her sich in die Häfen Italiens flüchten, jene nackten elenden Familien, die aus ihren Wohnungen vertrieben am Gestade des Meeres sitzen, die Hände zum Himmel ausstreckten, und die Luft mit Wehklagen in einer unverstandenen Sprache erfüllen.“
Viele von den Albanern, die nach Italien flüchten konnten, erhielten von den lokalen Feudalherren in dünn besiedelten Gegenden Land und das Bürgerrecht. Sie ließen sich entlang der adriatischen Küste zwischen Abruzzen und dem Vorgebirge des Gargano nieder, um dann später weiter nach Molise und in den Kirchenstaat zu ziehen, wo sich einige in Genazzano niederließen. Andere gingen in den Marken an Land, wo sie sich in Urbino und anderen Orten Mittelitaliens aufhielten; von diesen ist fast jede Erinnerung verloren gegangen.

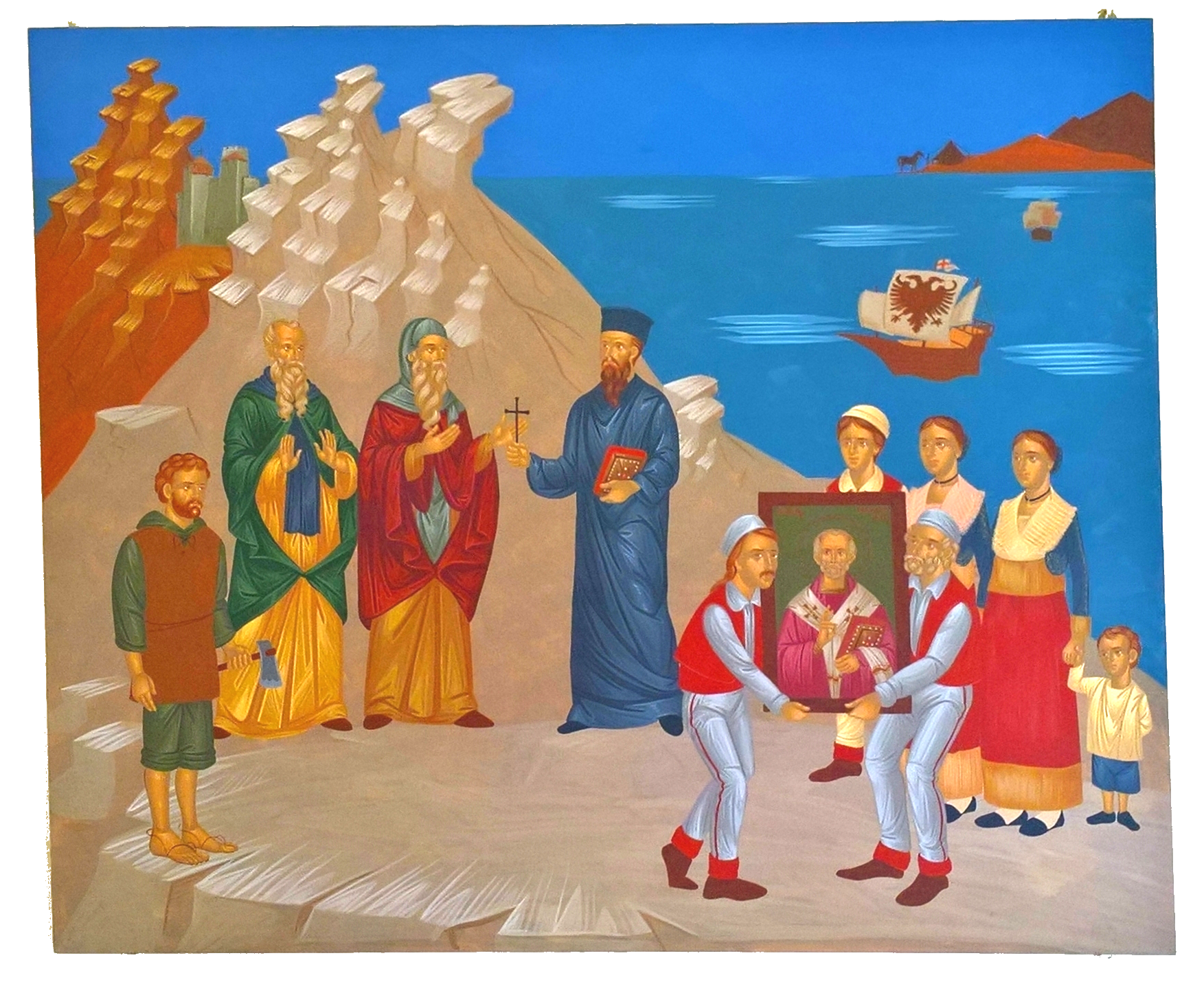
Die Ankunft der Arbëresh in Italien mit ihrem Papas und ihrem Kultbild; Ikone in der Chiesa Santissimo Salvatore in Cosenza

Mehr Angaben gibt es von denen, die ins Königreich Neapel zogen und sich bergige Gebiete um Benevento (heute in Kampanien) und Barile (1477) und Melfi (heute in Basilikata) aussuchten, wo sie baufällige Häuser, verlassene und verwüstete Orte, oft auch alte Abteien besiedelten. Wieder andere gingen in Kalabrien an Land, wo sie in der Provinz Cosenza in der Nähe von Corigliano Calabro an den Hängen des Gebirgsmassivs Sila die Orte Lungro, Firmo, Macchia Albanese, San Cosmo Albanese, San Demetrio Corone, San Giorgio Albanese, Santa Sofia d’Epiro, Spezzano Albanese und Vaccarizzo Albanese gründeten. Andere zogen es vor, sich auf den Anhöhen am Ionischen Meer vom Sinni bis zum Crati, von Cosenza bis zum Meer anzusiedeln. Einige Familien des alten Adels gingen in Trani und Otranto an Land. Zu nennen ist die Familie Basta, die in Genua und in Venedig berühmt und mächtig wurde. 1759 schrieb Ferdinand IV. die Familie mit einer besonderen Urkunde dem Adel von Tarent zu. Ein Giorgio Basta war Kapitän und Baron von Civitella und Pasquale Teodoro Basta (* 26. April 1711 in Monteparano; † 27. Dezember 1765) wurde am 29. Januar 1748 zum Bischof von Melfi und Rapolla gewählt.

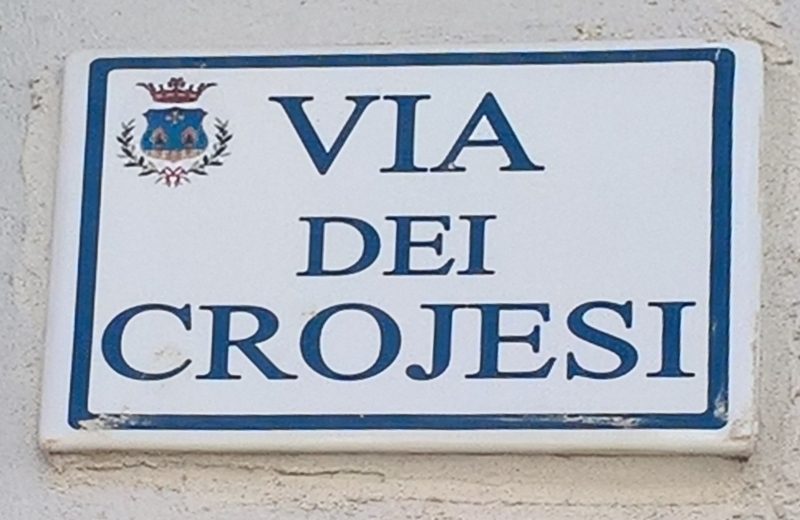
Via dei Crojesi in Brindisi Montagna

Nach der Eroberung von Kruja (1478) und von Shkodra (1479) durch die Osmanen kam es zu einer weiteren Flucht von albanischen Adligen ins Königreich Neapel, um der Rache der Osmanen und der Islamisierung zu entkommen. Viele katholische albanische Familien mit byzantinischem Ritus folgten ihren Landsleuten und gründeten in der Provinz Cosenza die „Casali“ Acquaformosa, Castroregio, Cavallerizzo (heute Fraktion von Cerzeto), Cervicati, Cerzeto, Civita, Frascineto, Marri (heute eine Fraktion von San Benedetto Ullano), Mongrassano, Percile, Plataci, Rota Greca, San Basile, San Benedetto Ullano, Santa Caterina Albanese, San Giacomo di Cerzeto (heute Fraktion von Cerzeto), Serra di Leo (bei Mongrassano) und viele andere Orte, von denen in der Zwischenzeit die Spuren verloren gegangen sind.

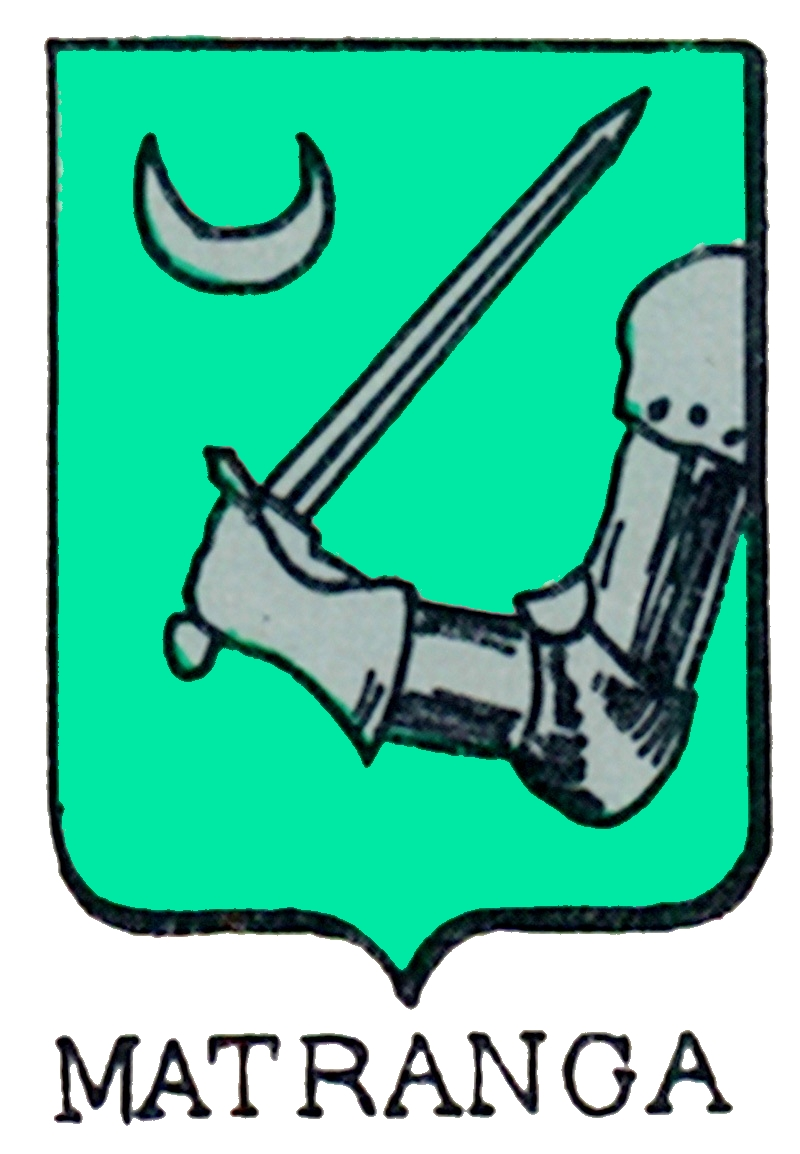
Wappen der Familie Matranga

Andere ließen sich mit königlicher Charta in Sizilien nieder, wo sie in die von den Soldaten von Reres im Jahr 1448 gegründeten Siedlungen zogen. Es wurden aber auch neue Siedlungen angelegt: In der Provinz Palermo wurden 1481 Palazzo Adriano, 1488 Piana dei Greci, 1490 Mezzojuso und 1691 Santa Cristina Gela gegründet, in der Provinz Catania 1488 Biancavilla. Für ihren Lebensunterhalt beschäftigten sich einige in der Landwirtschaft oder in der Viehzucht und andere in der Armee des katholischen Ferdinand II., König von Sizilien. Unter ihnen zu nennen sind Peter und Mercurio Bua, Blaschi Bischettino, Giorgio und Demetrius Capusmede, Lazarus Comilascari, Giorgio Matrancha (Junior), Biaggio Musacchio aus der berühmten Familie der Musacchi (Fürsten und Despoten von Epirus), Cesare Urana (Vranà), und andere berühmte Soldaten und Kapitäne, die mit ihrer Kriegskunst Kaiser Karl V. im Tunisfeldzug (1535), in den Kriegen in Italien und in der Belagerung von Herceg Novi (1537–1540) dienten.
Johann, König von Sizilien von 1458 bis 1468, empfahl seinem Neffen Ferdinand I., König von Neapel, in einem Brief die albanischen Adeligen „Peter Emmanuel de Pravata, Zaccaria Croppa, Petrus Cuccia und Paulus Manisi, unermüdliche Gegner der Türken und den energischsten und unbesiegbarsten Führer Georgi Castriota Scanderbeg, Prinz von Epirus und Albanien, und seine Beziehungen zu anderen adeligen Albanern“ und erlaubte den „dort vorbeiziehenden“ Albanern, sich in Sizilien niederlassen. Er befreite sie „von jeglicher Kollekte, Besteuerung und königlicher Auferlegung und dies lebenslänglich nur für die obengenannten De Pravata, Croppa, Cuccia, Manisi und andere Exzellenzen“ Die Albaner in den anderen Provinzen des Königreichs Neapel erhielten die gleichen Privilegien wie diejenigen in Sizilien.
Nach der Eroberung von Kruja im Jahr 1478 kamen die ersten albanischen Flüchtlinge (Arbëresh) auch in die Gegend von Brindisi Montagna. Zeugnis dafür ist die Straßenbenennung der Gemeinde, die diesen Flüchtlingen die Via dei Crojesi widmete.
Die Albaner wurden als Märtyrer der christlichen Religion aufgenommen, weil sie jahrzehntelang gegen die Osmanen gekämpft und damit die osmanische Invasion in Europa verlangsamt hatten und weil Hungersnöte, Seuchen und Erdbeben – wie das katastrophale von 1456 – die italienischen Regionen entvölkert hatten, was den Gutsbesitzern ermöglichte, den Flüchtlingen vorteilhafte Privilegien wie die Halbierung der Steuern anzubieten.

##### Die vierte Migration (1532–1534)

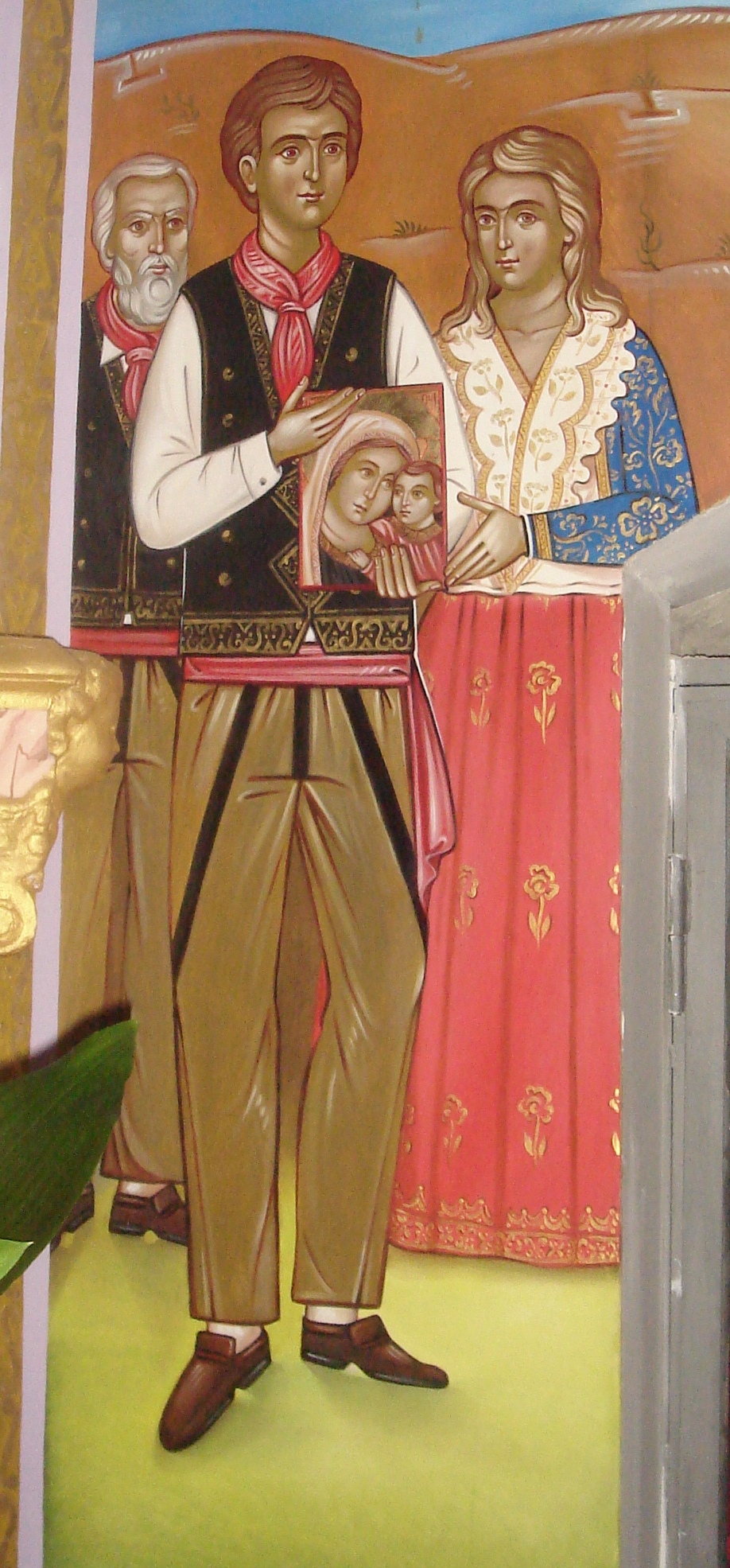
Albanische Flüchtlinge mit der Heiligen Hodegetria, die den Weg weist (byzantinische Malerei)

Die fünfte und letzte massive Migration geht auf die Jahre 1532/34 zurück, als die Osmanen die Festung Koroni in Morea eroberten und die dort lebende griechische und albanische Bevölkerung aus Koroni, Methoni, Nafplio und Patras ins Königreich Neapel floh.

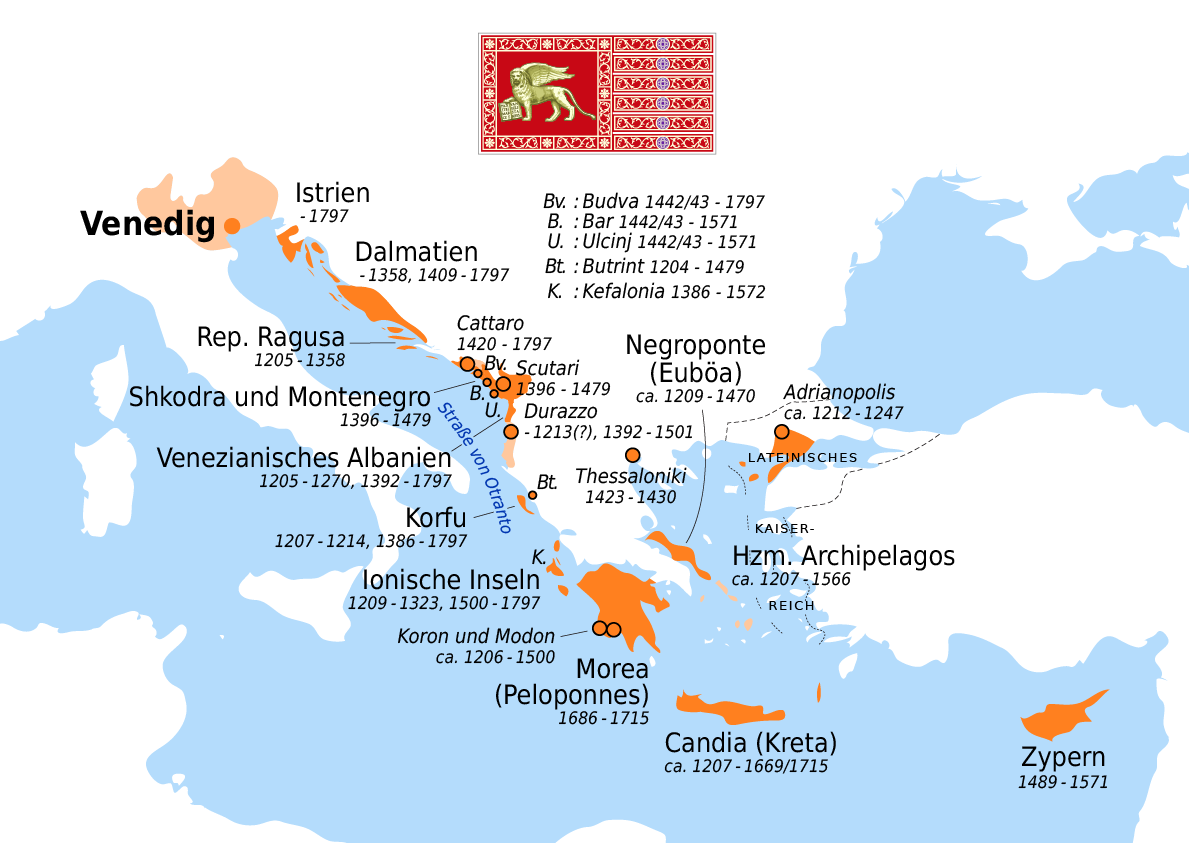
Venezianische Kolonien und Stützpunkte

Ausgangspunkt war die Hafenstadt Koroni, die zusammen mit Methoni im 11. Jahrhundert eine Schlüsselrolle in der Geschichte des Handels und der venezianisch-byzantinischen Beziehungen gespielt hatte.
Koroni wurde im Jahr 1200 von dem genuesischen Seeräuber Leo Vetrano (gest. 1206) erobert, fiel 1205 in die Hände von Wilhelm I. von Champlitte, Teilnehmer am Vierten Kreuzzug, und wurde 1206 von Gottfried von Villehardouin an die Venezianer abgetreten, wo es bis Ende des 15. Jahrhunderts verblieb. Bis 1460 hatten die Osmanen den Großteil von Morea erobert. Wegen der unmöglichen Verteidigung gegen die Osmanen wurde die Stadt sich selbst überlassen.
An der westlichen Südspitze der Halbinsel Peloponnes gelegen, galten Koroni und Methoni als unvergleichbare Beobachtungsposten, die als „venetiarum ocellae“ (Augen der Republik Venedig) für Jahrhunderte die Routen der Galeeren nach Kreta, Konstantinopel und ins Heilige Land überwachten und wo alle Schiffe, die aus dem Osten zurückkehrten, die Pflicht hatten, anzuhalten, um über Piraten und Konvois zu berichten.
In Koroni existierte seit dem 12./13. Jahrhundert eine große albanische Minderheit griechisch-orthodoxen Glaubens, die von den Einheimischen Arvaniten genannt wurden. Im 15. Jahrhundert fand dort eine große Anzahl von albanischen Fürsten, die vor den Osmanen aus ihrer Heimat geflüchtet waren, Zuflucht.
Ende August 1500 eroberte Sultan Bayezid II. die Stadt und die Burg. Als die Osmanen unter Sultan Süleyman I. 1532 einen zweiten Anlauf unternahmen, Wien zu erobern, schlug der in spanischen Diensten stehende genuesische Admiral Andrea Doria dem Kaiser des Heiligen Römischen Reiches, Karl V. (als Karl IV., König von Neapel), aus dem Hause Habsburg ein Ablenkungsmanöver auf griechischer Seite vor. Der Kaiser akzeptierte und übergab Doria den Auftrag für die Expedition. Am 29. Juli traf Andrea Doria mit 25 Galeeren in Neapel ein und am 4. August kam Doria in Messina an, wo er darauf wartete, mehrere Schiffe zu vereinen, um sich auf den Weg zu machen. Am 18. August verließ die Flotte von Andrea Doria mit 48 Galeeren und 30 großen Schiffen den Hafen von Messina in Richtung Osten. Seine Mannschaft bestand aus Einheimischen und überwiegend nach dem Tod Skanderbegs eingewanderten Albanern.
Es wird berichtet, dass Doria von den Venezianern gewarnt wurde, dass sich die Osmanen mit einer unbedeutenden Flotte bei Kefalonia befanden. Gleichzeitig warnten die Venezianer den Admiral der Osmanen über die Ankunft des Doria und seiner großen Flotte. Als Doria aber an die angegebene Stelle kam, hatte sich die osmanische Flotte nach Konstantinopel zurückgezogen. Doria verwüstete die Strände Griechenlands und beschloss Koroni anzugreifen.

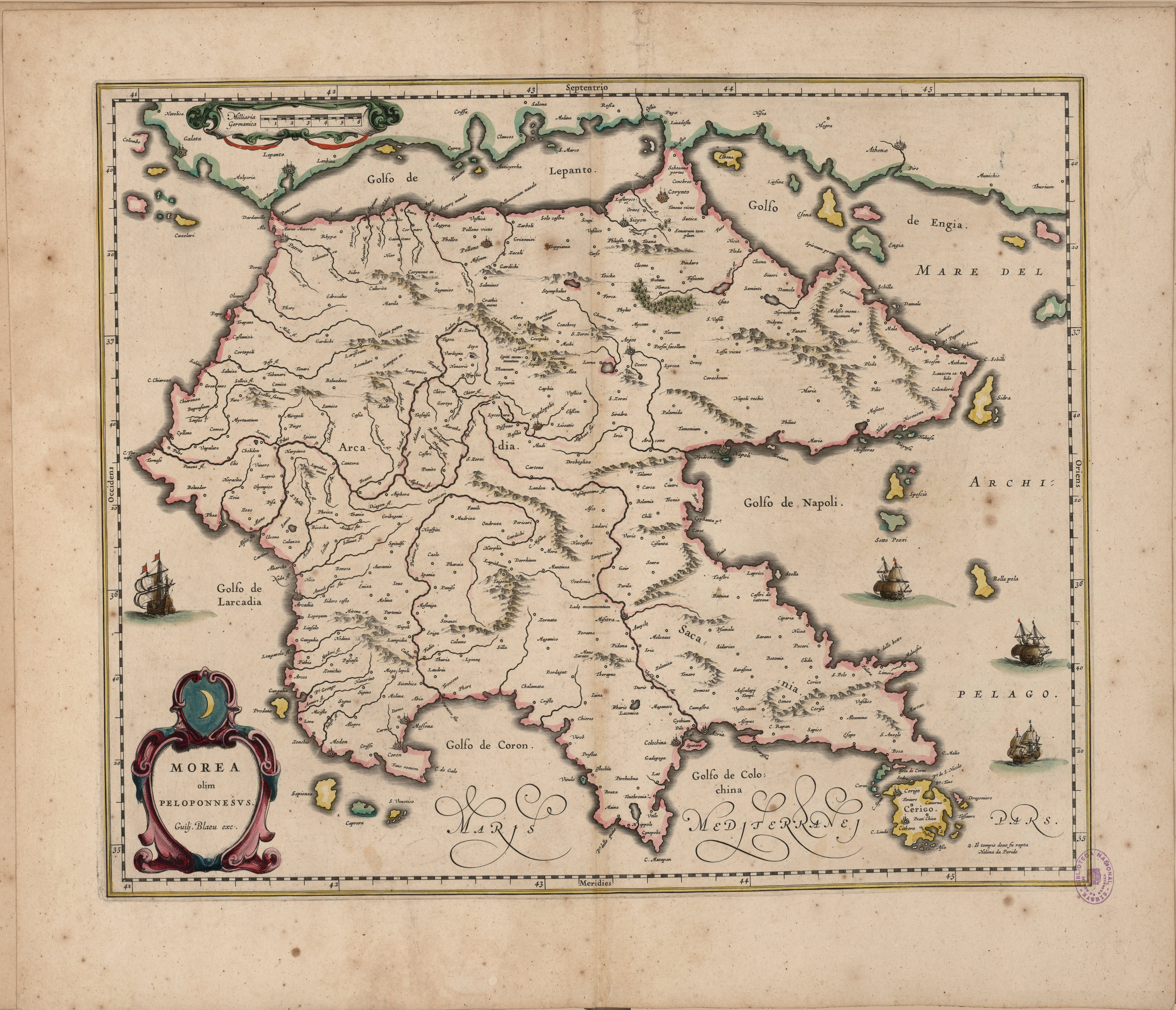
Morea um 1630

Bei Dorias Ankunft vor Koroni ließ die dortige Bevölkerung ihm heimlich Nachrichten zukommen, um ihn willkommen zu heißen, ihn über den inneren Zustand der Stadt zu unterrichten und sich bereitzuerklären, von innen zu kooperieren. Andrea Doria ließ einen großen Teil der spanischen und italienischen Mannschaft zur Belagerung der Stadt an Land setzen. Die Italiener wurden von Girolamo (oder Geronimo) Tuttavilla und die Spanier von Girolamo Mendoza kommandiert. Nach hartnäckigem dreitägigem Kampf und dem Tod von „300 christlichen Soldaten“ nahm Doria am 21. September 1532 die damalige Metropole von Morea ein. Nun gaben sich die Stadtbewohner zu erkennen, ergriffen, wie zuvor vereinbart, Partei für ihn und riefen die Landeshoheit von Karl V. aus. Aber der Besitz war nicht gesichert, weil sich die osmanische Garnison in der Festung einschloss. Am darauffolgenden Tag aber kam der osmanische General Zadera mit 700 Soldaten der Kavallerie zurück, um den osmanischen Soldaten Hilfe zu leisten. Die Spanier und die Bevölkerung von Koroni rüsteten sich zur Schlacht, töteten eine große Anzahl der Osmanen, pflanzten die Köpfe der Niedergemetzelten auf ihre Lanzen auf, während sich die in der Festung verschanzten dem Admiral Doria ergaben. In diesem Sieg, in dem sich die „Coronei“ mit Wagemut ausgezeichnet hatten, begleiteten den Admiral und die Spanier endlose Beifallrufe.
Als Doria die Stadt verließ, um Patras zu erobern, vertraute er die Stadtregierung Don Girolamo Mendoza an. Nachdem die Nachricht über die Eroberung von Koroni und das Massaker an einer erstaunlich hohen Anzahl osmanischer Soldaten Süleyman erreicht hatte, schwor dieser den „Coronei“, Autoren dieses Unglücks, die sich der spanischen Krone angeschlossen hatten, bittere Rache.
Am 8. November 1532 ließ Kaiser Karl V. den Admiral Doria aus dem Osten zurückrufen. Die wichtigsten Familien von Koroni schifften sich auf Dorias Schiffen ein und kamen mit ihm am 24. Dezember in Neapel an, wo Doria viel Lob erhielt.
Karl V. ehrte mit mehreren Urkunden die „treuen und mutigen“ Albaner aus Koroni und aus Patras und überhäufte sie mit Privilegien. In Form eines Briefes vom 8. April 1533 vertraute er sie dem Marquis von Villafranca und Vizekönig von Neapel, Pedro Álvarez de Toledo, an, nannte sie „Cavalieri“ (= Ritter; italienischer Adelstitel), befreite sie von jeglichem Tribut und gewährte ihnen jährlich 70 Dukaten aus der Schatzkammer des Reiches:
„Hochverehrter Marquis, Unser erster Vizekönig, Leutnant und Generalkapitän. Wie Sie aus Unserem Schreiben ersehen können, haben Wir vereinbart, dass sich in diesem Reich einige Soldaten aus Koroni, Patras und Çameria niederlassen, dass man ihnen im Falle sie bleiben, ein Dienstangebot macht; mit der Anordnung, dass Sie ihnen ein paar Orte in Apulien oder in Kalabrien oder in anderen Teilen des Reiches zuweisen, wo sie leben und für ihren Unterhalt sorgen können; kümmern Sie sich darum, dass sie frei von jeglicher Steuerzahlung sind bis Wir anderes verordnen, so dass sie sich besser ernähren können […] und, dass ihnen aus Unserer Schatzkammer dieses Reiches mit Unserer Zustimmung jedes Jahr siebzig Dukatenmünzen bezahlt werden.“
Dieses Privileg hatte für lange Zeit seine volle Wirkung und wurde immer wieder bestätigt. Während die Albaner später in den anderen Provinzen jährlich mit elf Carlini pro „Feuer“ besteuert wurden, wurden die „Coronei“ in Calabria Citra nicht gezählt. Außerdem befahl der König, ihnen Land in Apulien, in Kalabrien oder in anderen Provinzen des Königreiches zu geben. Einige siedelten sich in Barile in Basilikata, in San Benedetto Ullano und in San Demetrio in der Provinz Cosenza an. Alle erhielten jedoch jährlich für ihren Unterhalt von der königlichen Schatzkammer die Summe von 70 Dukaten. Mit einer weiteren Urkunde vom 10. Mai 1533 hob Karl V. die „Coronei“ in den Adelsstand. Davon zeugen Nachnamen wie Jeno dei Nobili Coronei, Rodotà dei nobili Coronei, Camodeca dei Nobili Coronei etc. Mit Urkunde vom 15. Juli 1534 befreite der König die „Coronei“ von allen königlichen und freiherrlichen Steuern sowie von Durchreise- und Schiffsrumpfsteuern (Steuer für den Bau von Schiffsrümpfen).
Die spanische Fahne sollte aber nicht lange auf der Festung von Koroni wehen, denn 1533 schickte Süleyman eine Seeflotte unter dem Oberbefehlshaber der osmanischen Mittelmeermarine Khizir, von den christlichen Europäern Barbarossa genannt, vor die Stadt. Mendoza, der sich umzingelt sah, schickte dem Vizekönig von Neapel, Pedro Álvarez de Toledo, eine Botschaft, in der er um sofortige Hilfe bat. Auch die „Coronei“ fügten ihre Sorge hinzu und betonten ausdrücklich ihre Bestürzung, um die gewünschte Unterstützung zu erhalten. Der Vizekönig sandte beide Briefe an den Kaiser, der von den Darstellungen des einen und den anderen „sensibel und ehrerbietig gegenüber den Adligen aus Koroni, die sich zum Wohl der Königskrone eingesetzt hatten“, schnell eine neue Seeflotte mit 150 Galeeren unter der Leitung von Andria Doria nach Koroni schickte. Acht Seemeilen vor Koroni kam es am 2. August 1533 zu einem kurzen Gefecht mit den Osmanen. Doria hinterließ eine Garnison unter dem Kommando von Rodrigo Machicao, ließ Versorgungsgüter an Land bringen, kehrte mit Girolamo Mendoza nach Neapel zurück und löste die Armee auf.
Mit dem in Konstantinopel unterzeichneten Friedensvertrag zwischen Karl V. und Süleyman I. wurde die befestigte Stadt Koroni den Osmanen überlassen. Zu den Bedingungen gehörte, dass die „Coronei“, die die Stadt verlassen wollten, sich auf einer speziell von Karl V. übersandten Flotte einschiffen lassen konnten, um in Italien Zuflucht zu finden.
200 von der neapolitanischen Regierung gecharterte Handelsschiffe liefen aus, um alle griechischen und albanischen Familien aus Koroni auszuschiffen, die es vorzogen, in den südlichen Provinzen Italiens eine neue Heimat zu finden. Zirka 2000 Personen „mit ihrem Erzbischof nach griechischem Ritus, Benedikt“, vor allem Soldaten, wurden „auf eigene Kosten rechtzeitig vor der Wut der Osmanen“ gerettet und an die Küsten des Königreichs Neapel befördert. Geführt wurde diese Gruppe vom Stratiotenkapitän Lazzaro Mattes (oder Lazaro Mathes).

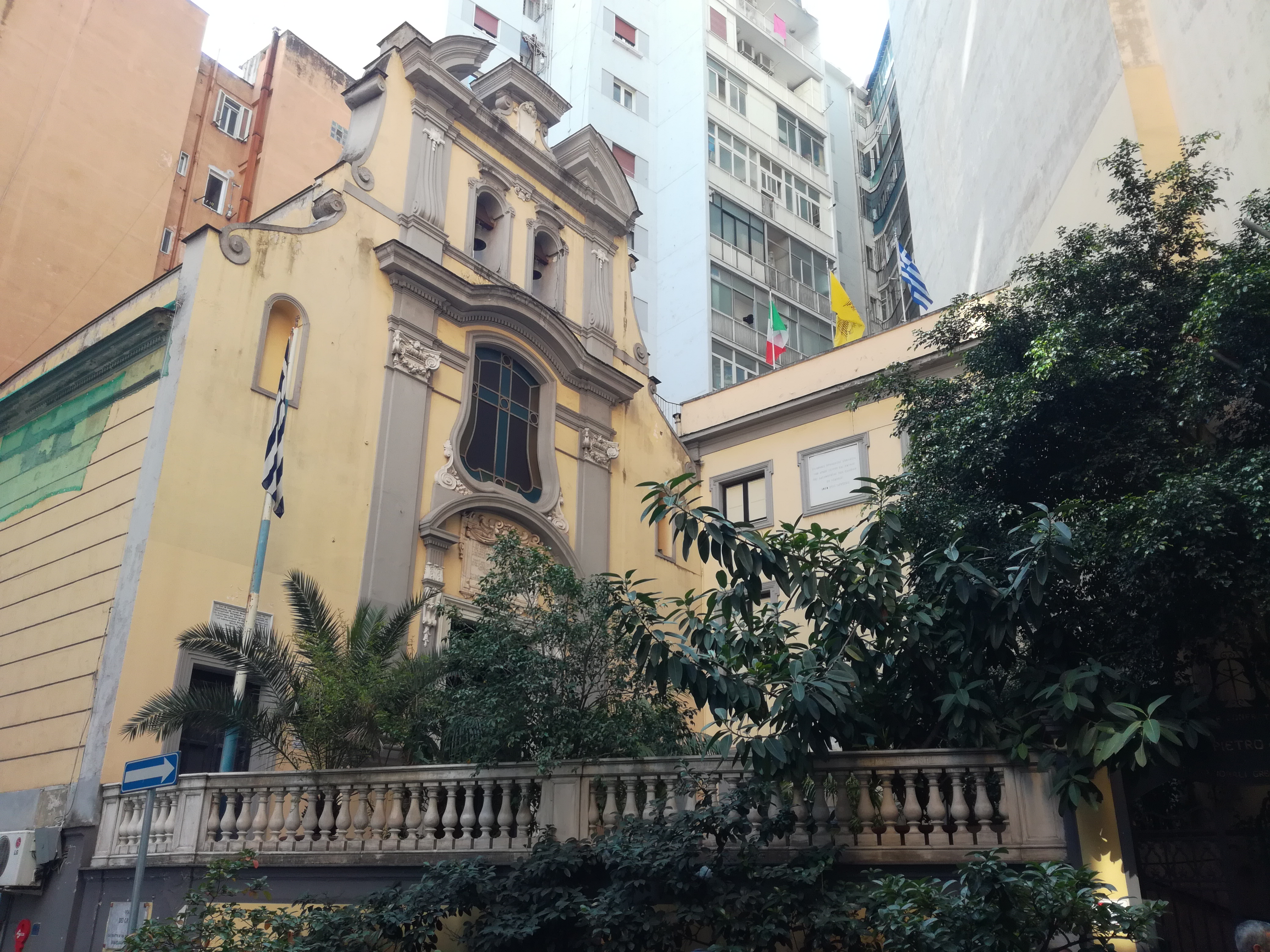
Fassade der Kirche dei Santi Pietro e Paolo dei Greci in Neapel

Einige zogen nach Lipari, andere zogen es vor, sich in Sizilien ihren Landsmännern aus Morea anzuschließen, andere verbreiteten sich in Provinzen auf dem Festland. Karl V. gab Lazaro Mathes und seinen Erben und Nachfolgern die Erlaubnis, im Königreich Neapel „Casali“ zu gründen. Die Vasallen, die am Bau beteiligt waren, und deren Nachkommen sollten von jeglicher Steuerbezahlung befreit sein. Auf Lazaro Mathes gehen die Gründungen oder Wiederbesiedlungen der Orte Barile, Brindisi Montagna, Ginestra, Maschito, Melfi, San Costantino Albanese, San Paolo Albanese und San Giorgio Lucano in der Provinz Potenza in Basilikata sowie von Castroregio und Farneta in der Provinz Cosenza in Kalabrien zurück. Eine andere Gruppe gründete oder bevölkerte neu Greci in der Provinz Avellino. Mit dem Zugeständnis von Karl V. ließ Mathes verschiedene verfallene „Casali“ im Gebiet von Tarent (San Martino, Roccaforzata) bevölkern. Andere ließen sich in Neapel, der Hauptstadt des Königreiches, nieder, wo sie zusätzlich zur totalen Steuerbefreiung jährlich aus der Staatskasse einen „angemessenen Unterhalt von 5000 Dukaten“ und die 1518 von Thomas Assan Palaiologos für die griechische Gemeinde gegründete Cappella dei SS. Apostoli (heute: Kirche dei Santi Pietro e Paolo dei Greci) erhielten, damit sie ihren Glauben im griechischen Ritus ausüben konnten.
Am 18. Juli 1534 bestätigte Karl V. aus Dankbarkeit gegenüber der „loyalen und treuen Coronei“, deren Stadt sich „in den Händen von türkischen Leuten befindet und sie nun ohne Hab und Gut ins Reich kommen, mit der Bitte hier zu leben“, das Privileg der Steuerbefreiung vom 8. April 1533
 „[…] Wir, im Hinblick auf ihre Gebete, sind wir freundlich geneigt für die Aufnahme dieser Menschen und verordnen Steuerbefreiung für alle „Coronei“ in diesem Reich, was vollkommen und unantastbar befolgt und ausgeführt werden muss und die versprochene Steuerbefreiung nutzen und genießen zu lassen […]“. Das Dekret wurde am 3. März 1538 von der königlichen Kammer bestätigt.

##### Die fünfte Migration (1600–1680)
Das genaue Datum ist nicht bekannt. Anfang des 17. Jahrhunderts soll der Herzog von Parma und Piacenza Ranuccio I. aus der Familie Farnese albanische Flüchtlinge in der Provinz Piacenza aufgenommen haben, die in Boscone Cusani (heute Fraktion von Calendasco) angesiedelt wurden. In derselben Zeit wurden die Ortschaften Bosco Tosca von Südalbaniern und Pievetta (heute Fraktionen von Castel San Giovanni) von Nordalbaniern besiedelt.

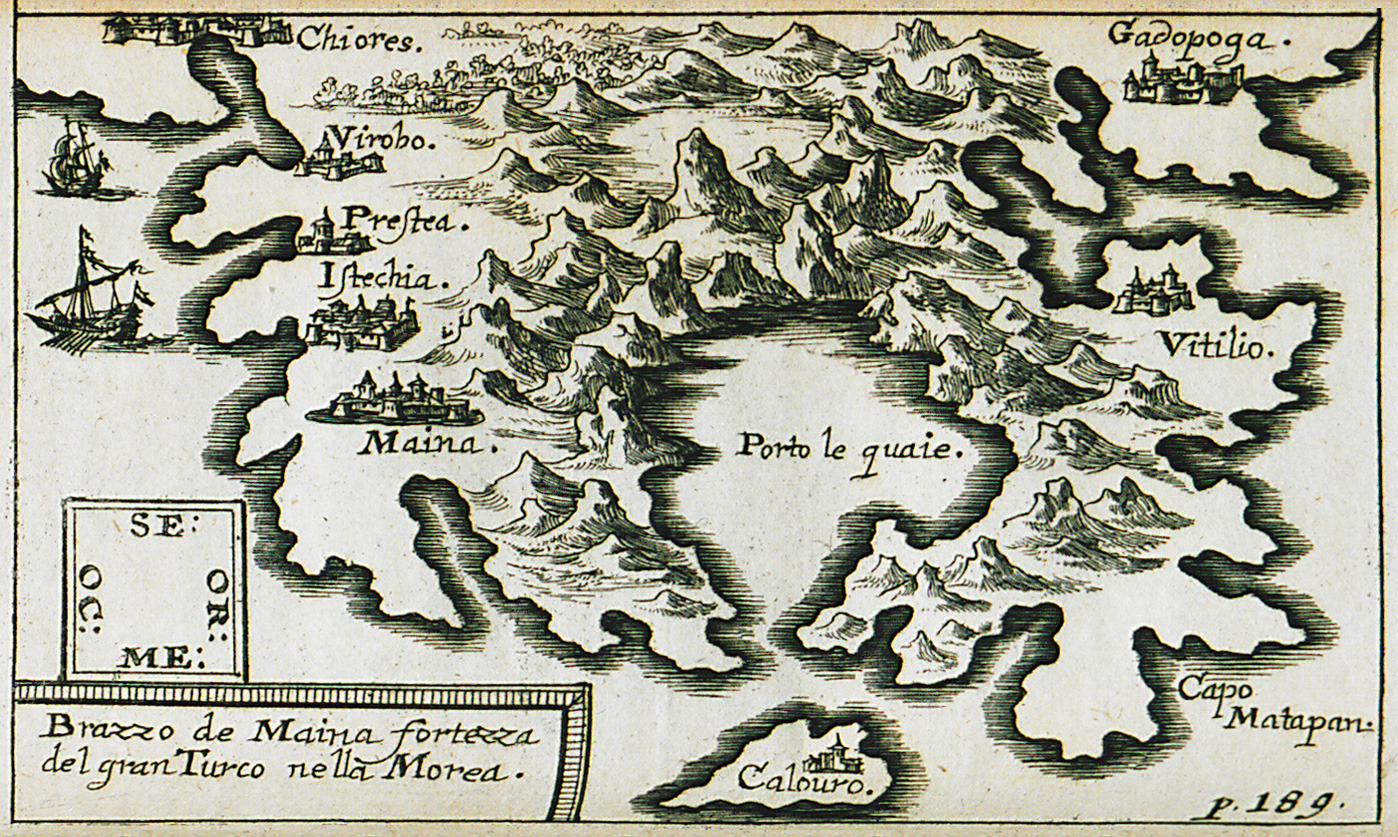
Die Festung Maina auf Morea, Jacob von Sandrart, 1687

Als 1647 sich die griechisch-albanische Bevölkerung von Mani in Lakonien auf der Halbinsel Morea gegen die osmanische Herrschaft auflehnte und der Aufstand gewaltsam niedergeschlagen wurde, kam es zu einer weiteren Auswanderungswelle.
Aus einem Dokument vom 14. Mai 1647 ergeht, dass „der griechische Bischof, der hierher [Neapel] kam, um über die Überfahrt von 45.000 Manioten in dieses Reich [Königreich Neapel] zu verhandeln, wegen unverhältnismäßig hohen Forderungen, ohne etwas erreicht zu haben, nach  Maina zurückgekehrt ist“.
Am 16. Juni 1647 traf eine beträchtliche Anzahl von Manioten in Otranto ein, „die mit ihren Familien gekommen sind, um in diesem Königreich zu leben“. Entsprechend der Vertragsmodalität des Vizekönigs (Rodrigo Ponce de León (IV)), die er sich vom königlichen Hof und von den Baronen gewähren ließ, und den Botschaftern der Provinz Mani, sollten die Manioten dort, wo sie lebten, Steuerfreiheit für zehn Jahre auf Häuser und Land erhalten. Außerdem wurde berichtet, dass weitere zirka 6000 Manioten eintreffen sollten.
Die meisten der Manioten siedelten sich in Barile in der Provinz Potenza in Basilikata an, wo sich schon 1477 nach der Eroberung von Kruja, 1534 „Coronei“ und 1597 zirka 30 Familien, „Coronei“ aus Melfi, niedergelassen hatten. Die Ansiedlung der Manioten geht aus einem Manuskript von Don Giuseppe Caracciolo, 1. Fürst von Torella von 1639 bis 1670, hervor. Die neuen Siedler etablierten sich auf der Spitze des südlichsten Hügels, getrennt von dem ersten Hügel durch einen Bach.
Die albanische Bevölkerung von Barile, die bis zur Mitte des 17. Jahrhunderts den griechischen Ritus ausübte, wurde vom Bischof von Melfi dazu gebracht, dem römischen Ritus zu folgen.
1680 flohen einige arvanitische Familien aus Maina, die von den Brüdern Georg und Macario Sevastò, der erste Priester und der andere Basilianermönch, geführt wurden. Monsignor Ferdinando Apicella brachte sie in Chieuti unter.

##### Die sechste Migration (1743)

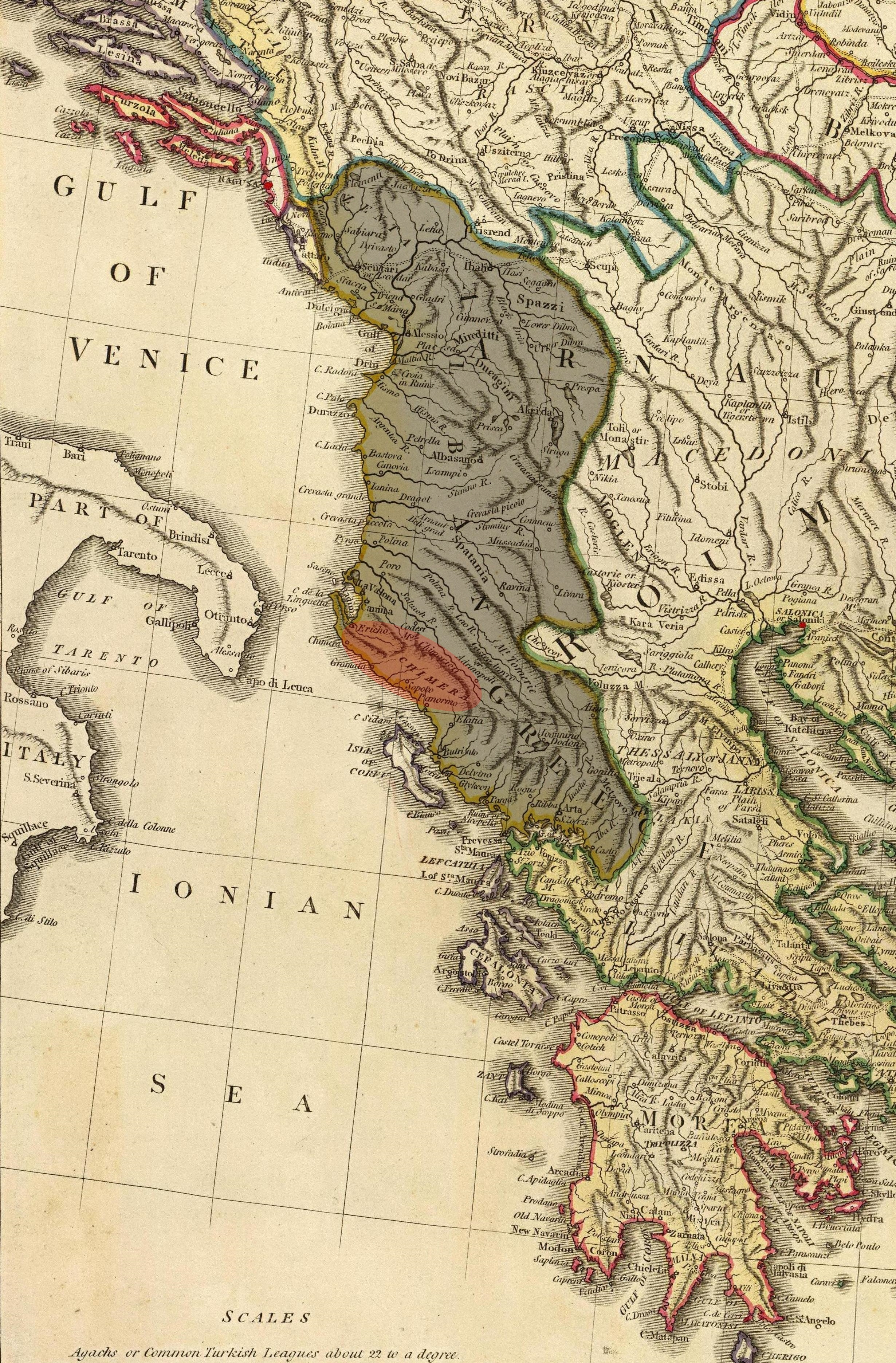
William Faden: Lage von Çamëria im Jahr 1795

Die siebte Migration geht auf das Jahr 1743 zurück, als der damalige spanische Karl VII. von Neapel-Sizilien griechisch-albanische Familien (insgesamt 73 Personen) aus dem Küstenort Piqeras, einem Ort zwischen Borsh und Lukova in der Çamëria gelegen, im Königreich Neapel aufnahm.
Dieser Auswanderung war ein Überfall der zum Islam bekehrten Bevölkerung von Borsh und Golëm im Kurvelesh im Dezember 1742 vorausgegangen, worauf sich die Gemeinde entschloss ihren Heimatort unter der Obhut ihres albanischen Papas Macario Nikàs (Nica) und des Diakons Demetrio Atanasio zu verlassen. Auf ihrem Weg über Lukova, Shën Vasil, Klikursi, Nivica-Bubar, nördlich von Saranda gelegen, Korfu und Othoni schlossen sich ihnen weitere Familien an.

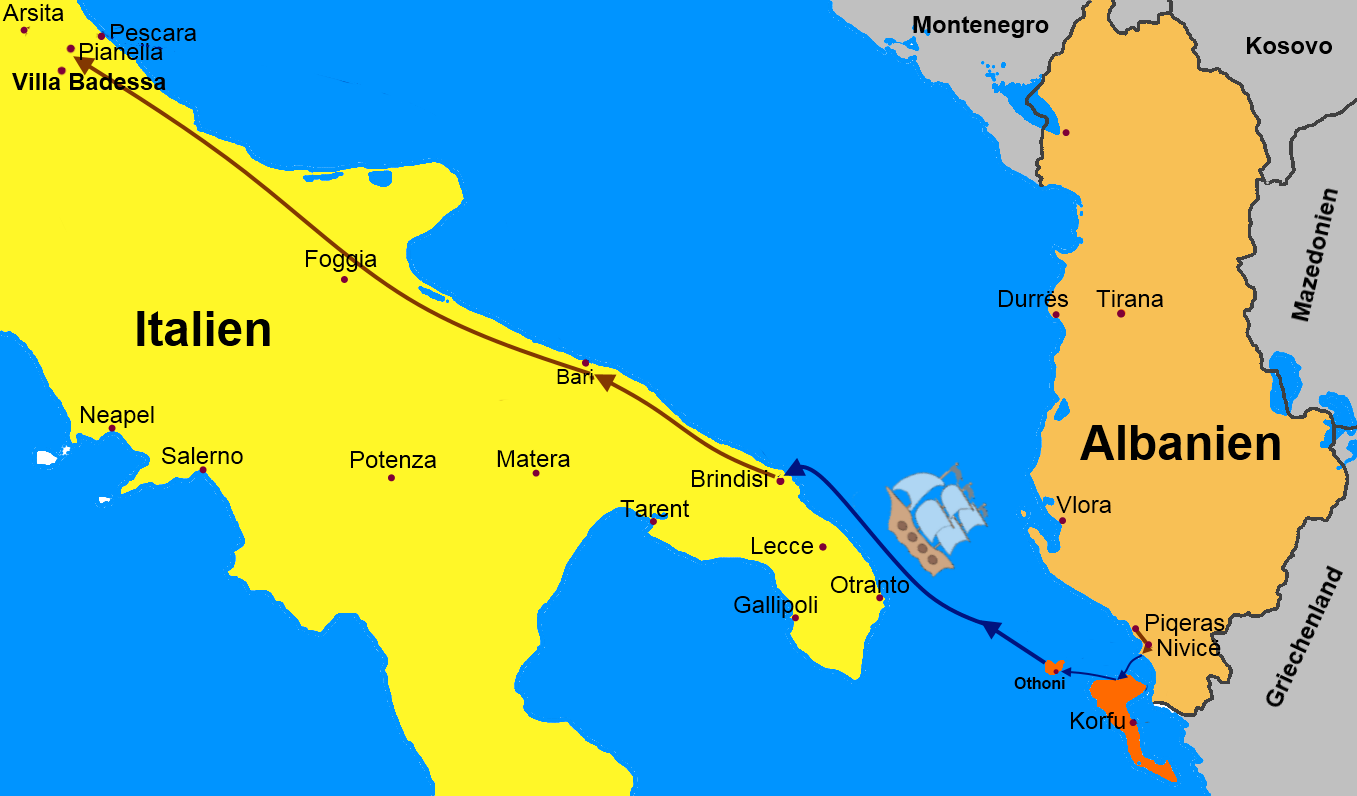
Auswanderungsroute der Bevölkerung von Piqeras nach Villa Badessa in den Abruzzen

Per Schiff erreichten die nun insgesamt 18 Familien im Juni 1743 Brindisi im damaligen Königreich Neapel, von wo Karl VII. sie im Oktober 1743 auf Kosten der Krone in die Region Abruzzen transportieren ließ. In Pianella warteten sie darauf, irgendwo angesiedelt zu werden. Nach Streitigkeiten mit der dort alteingesessenen Bevölkerung, die die Einwanderer nicht akzeptierte, dekretierte und unterzeichnete König Karl am 4. März 1744 die Urkunde des Landeszugeständnisses an die Albaner in Piano di Coccia und in Badessa, dem heutigen Villa Badessa. Das genaue Datum der Ankunft der Einwanderer in Badessa ergibt sich aus einem alten Taufregister woraus ergeht, dass die erste Taufe am 18. November 1743 vollzogen worden ist.

##### Die siebte Migration (1756)
Um der religiösen Verfolgung im osmanischen Heimatland Albanien zu entgehen, erreichten einige katholische Familien aus Shkodra im April 1756 Ancona, um im päpstlichen Staat Zuflucht zu suchen. Nachdem Papst Benedikt XIV. sie mit allem Nötigen und Geld aus der apostolischen Staatskasse versah, ordnete er dem Generalökonomin der Apostolischen Kammer an, sie in Canino unterzubringen, für ihre Verpflegung zu sorgen und den Familienoberhäuptern vorhandenes Land im Gebiet von Pianiano (heute eine Fraktion von Cellere) in der Provinz Viterbo in der Region Latium zuzuweisen.

##### Die achte Migration (1774)
Die achte Migration geht nach Tommaso Morelli auf das Jahr 1774 zurück als der spanische Ferdinand IV., Sohn Karls VII., König von Neapel war. Unter der Bedingung die weiten bereits verlassenen Länder in der Nähe der Hafenstadt Brindisi zu kultivieren und sich dort anzusiedeln, versprach der König ihnen drei Carlini am Tag. Leiter dieser Gruppe war der gelehrte Mann Panagioti Caclamani, genannt Phantasia aus Lefkada, der dem Fiskal, Marquis Nicola Vivenzio (* 1742 in Nola; † 1816 in Neapel), unterstand. Obwohl Caclamani von Beruf Cafetier war, war er belesen und tüchtig in der griechischen Sprache. Er war ein Schüler des Priesters Giacomo Martorelli (* 10. Januar 1699 in Neapel; † 21. November 1777 in der Villa Vargas Macciucca in Ercolano) gewesen.
Die Kolonie entsprach jedoch nicht den Erwartungen der Regierung und den großen Summen, die ausbezahlt worden waren. Die neuen Siedler waren ohne Handwerk und „waren nichts anderes als Vagabunden“, die durch die großzügige Bezahlung von drei Carlini am Tag ins Königreich Neapel gelockt wurden. Nach nicht langer Zeit wurden die neuen Siedler von ihren Vorgesetzten ihres Lohnes betrogen. In Mengen begaben sie sich in die Hauptstadt Neapel, um den Herrscher um Schirmherrschaft zu bitten. Ferdinand IV. übergab ihre Beschwerden einer Sonderkommission unter der Leitung von Nicola Vivenzio. Der König befahl außerdem, dass für eine solche Angelegenheit der Archimandrit Paisio Vretò, Kaplan des 2. Fremdenregimentes Real Macedonia, zusammenarbeiten sollte. Die Loyalität des Kaplans gegenüber dem König und der Eifer im Verhältnis zu seinen Landsleuten waren dem Herrscher wohl bekannt. Tatsächlich erhielten sie bald einen Teil ihrer rückständigen Bezahlungen.
Das Erscheinen in Neapel und der Tod ihres Leiters Phantasia waren jedoch der Grund der Zerstreuung dieser Kolonie. Ob es sich dabei um den obengenannten Ort Pallavirgata handelte, ist nicht bekannt.

##### Die neunte Migration
Die neunte Migration hält zurzeit noch an und kann noch nicht als abgeschlossen betrachtet werden.

## Siedlungsgebiete

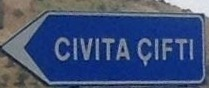
Zweisprachiges Straßenschild von Civita

Die Siedlungsgebiete, die Gesamtheit zerstreuter Orte der ethnisch albanischsprachigen Minderheit in sieben Regionen in Mittel- und Süditalien sowie auf Sizilien, werden in Italienisch „Arbëria“ (auch: Arberia) genannt. Die albanischen Orte haben dabei in der Regel ihre Ursprache beibehalten. Sie haben zwei Nomenklaturen, in italienischer und arbëreshë-albanischer Sprache. Heute gibt es noch 50 Orte mit albanischer Gründungsgeschichte und Kultur, 41 Gemeinden und neun Fraktionen mit einer Gesamtbevölkerung von mehr als 100.000 Einwohnern, die durch das Gesetz Nr. 482 „Zum Schutz der historischen Sprachminderheiten“ vom 15. Dezember 1999 geschützt werden.
Über die tatsächliche Anzahl der Italiener albanischer Abstammung gibt es keine sicheren Daten. Die letzten statistisch zuverlässigen Daten sind die der Volkszählung von 1921, als 80.282 Albaner erfasst wurden, und die von einer Studie von Alfredo Fernandes aus dem Jahr 1997, die eine Bevölkerung von circa 197.000 angibt. 1998 schätzte das italienische Innenministerium die albanische Minderheit in Italien auf circa 98.000 Menschen.
Es gibt zudem mehr als 30 ehemalige albanische Zentren, die in verschiedenen historischen Epochen und aus verschiedenen Gründen ihr historisches und kulturelles albanische Erbe verloren haben. Von Norden nach Süden:
- Emilia-Romagna:
  - in der Provinz Piacenza: Boscone Cusani, Bosco Tosca und Pievetta, Fraktionen von Castel San Giovanni
- Lazio:
  - in der Provinz Viterbo: Pianiano, Fraktion von Cellere
- Molise:
  - in der Provinz Campobasso: Santa Croce di Magliano
- Kampanien:
  - in der Provinz Caserta: Alife[126]
- Apulien:
  - in der Provinz Foggia: Casalnuovo di Monterotaro, Castelluccio dei Sauri und San Paolo di Civitate
  - in der Provinz Tarent: Monteparano, San Giorgio Ionico, San Crispieri, Faggiano, Fragagnano Roccaforzata, Monteiasi, Carosino und Montemesola
- Basilikata:
  - in der Provinz Potenza: Brindisi Montagna und Rionero in Vulture
  - in der Provinz Matera: San Giorgio Lucano
- Kalabrien:
  - in der Provinz Cosenza: San Lorenzo del Vallo, Serra d’Aiello
  - in der Provinz Catanzaro: Amato, Arietta (Fraktion von Petronà), Zagarise
  - in der Provinz Crotone: Belvedere di Spinello
- Sizilien:
  - in der Provinz Agrigent: Sant'Angelo Muxaro
  - in der Metropolitanstadt Catania: Bronte und San Michele di Ganzaria

Zudem gibt es größere Arbëresh-Gemeinden in Mailand, Turin, Rom, Neapel, Bari, Cosenza, Crotone und Palermo. Ihre kulturelle und sprachliche Abstammung pflegen zudem Diaspora-Gemeinden in den Vereinigten Staaten, in Kanada, Argentinien und Brasilien.

## Kultur

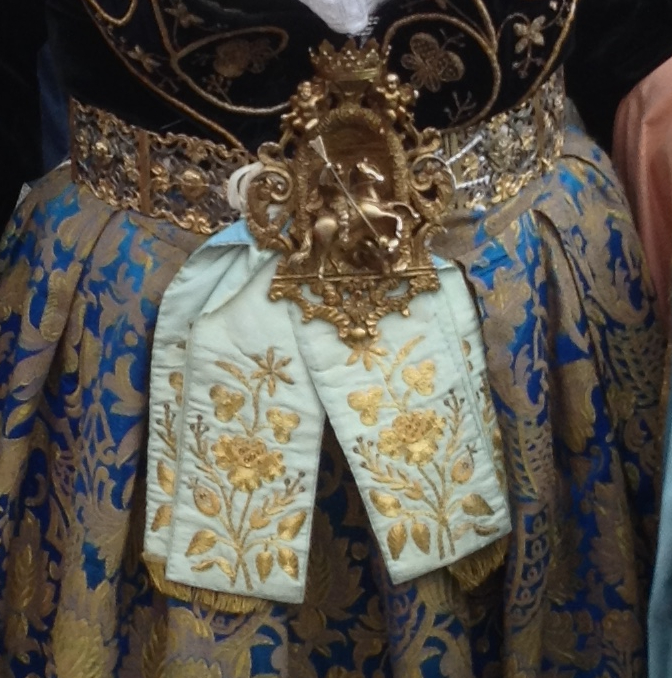
Gürtelschnalle mit dem heiligen Georg, Arbëresh-Tracht von Piana degli Albanesi

Heute gibt es viele Orte, die es geschafft haben, nicht nur ihre albanische Sprache und ihre Sitten und Gebräuche zu bewahren, sondern auch ihren byzantinischen Ritus in griechischer und albanischer Sprache, der auch die Aufrechterhaltung bestimmter Eigenheiten wie die Priesterweihe von verheirateten Männern vorsieht.
Noch heute tragen die Arbëresh bei feierlichen Anlässen ihre traditionellen Trachten. Besonders die Gürtelschnallen der Frauen sind wegen ihrer von Hand aufwändig gefertigten Metallschmiedearbeiten bemerkenswert und zeigen meist den heiligen Georg, den Schutzpatron der Arbëresh.

## Religion

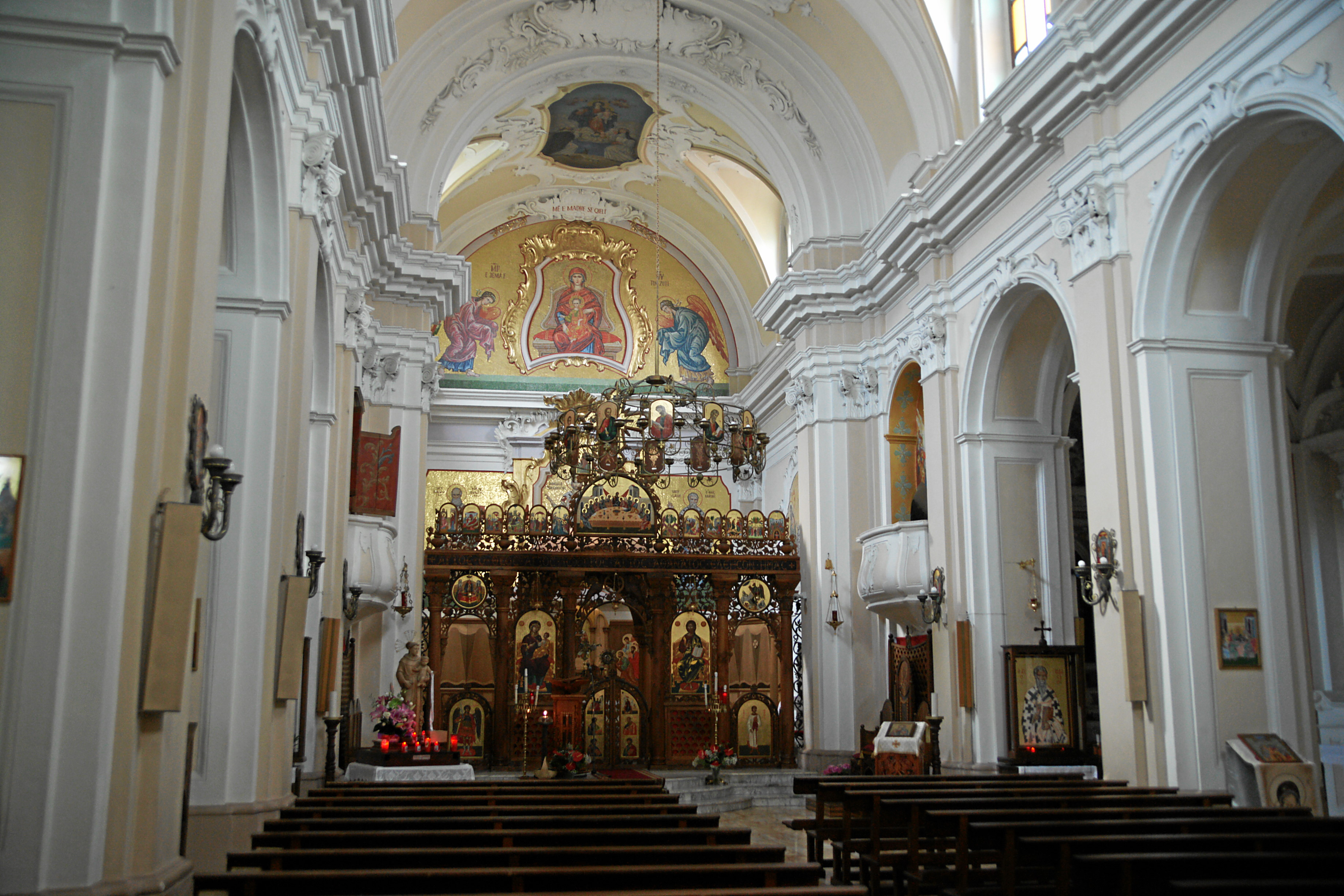
Die Innenansicht der Mutterkirche Santa Maria Assunta in Civita

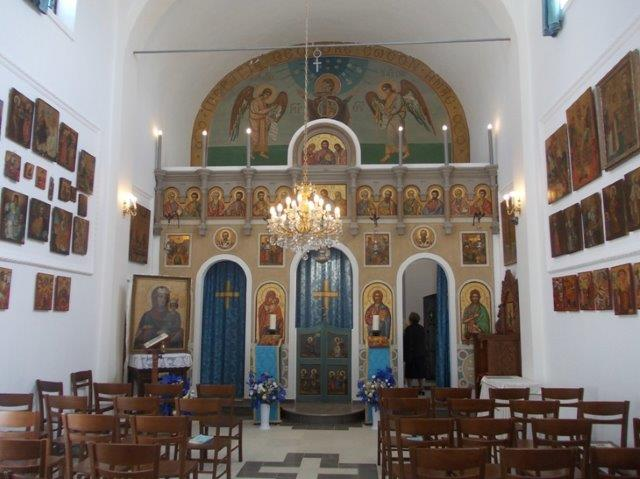
Die Innenansicht der Kirche Santa Maria Assunta in Villa Badessa

Zwischen dem 14. und 15. Jahrhundert kehrten viele albanische Fürsten zur katholischen Kirche zurück und lenkten ihre Politik immer mehr in Richtung Westen, was zu einem offenen Aufstand mit der byzantinischen, serbischen und osmanischen Oberherrschaft führte, die in den ihnen untergebenen Gebieten tendenziell die griechisch-orthodoxe und muslimische Religionen aufzwangen.
Zum Teil waren die Albaner, die nach Italien kamen, bereits im Einklang mit der katholischen Kirche; die anderen, einmal in Italien, blieben weiterhin hartnäckig mit ihrer byzantinischen religiösen Identität verbunden. Bis zur Mitte des 16. Jahrhunderts hatten diese Gemeinden konstante Beziehungen zum Patriarchat von Ohrid (Makedonien), zu dem sie gehörten.
Mit der päpstlichen Bulle vom 26. Januar 1536 bestätigte Papst Paul III. die Bulle von Papst Leo X. vom 18. Mai 1521 für die Griechen im venezianischen Herrschaftsgebiet und gab den Albanern in Italien volle Anerkennung innerhalb des Katholizismus. Während des Pontifikats von Papst Clemens XI. (1700–1721), der albanischer Herkunft war, und desjenigen von Clemens XII. (1730–1740) gab es ein wiederholtes Interesse seitens des Heiligen Stuhls gegenüber der byzantinischen Tradition. Im Oktober 1732 wurde das „Collegio Corsini“ in San Benedetto Ullano (griechische Pfarrgemeinde unter der Autorität des Bischofs von Bisignano) gebildet, eine Universität, deren Ziele sehr spezifisch waren. Sie sollte sowohl für Erziehung, Unterricht in der klassischen Literatur und in den philosophischen und theologischen Wissenschaften sorgen, sowie junge Italo-Albaner, angehende Priester des byzantinischen Ritus, ausbilden, um den spirituellen Bedürfnissen der Albaner des Königreichs Neapel und der Missionen der östlichen Griechen entgegenzukommen. Mit der Gründung des Collegio mit byzantinischem Ritus verordnete Papst Clemens XII. den griechisch-byzantinischen Ritus auf italienischem Boden.
Allerdings hatte der italo-albanische Bischof noch keine eigene Diözese und es fehlte die Einheit der Pfarreien mit byzantinischem Ritus. Deshalb wurden die Arbëreshgemeinden den römisch-katholischen Ortsbischöfen der lateinischen Diözesen zugewiesen: Cassano, Rossano und Bisignano in Kalabrien; Anglona in Lukanien; Lecce in Apulien und Penne in den Abruzzen. Dies bedeutete unter anderem die mangelnde Achtung gegenüber der griechischen Minderheitenkirche. Am 13. Februar 1919 gründete Papst Benedikt XV. mit der Apostolischen Konstitution Catholici fideles die griechisch-katholische Diözese Lungro in der Provinz Cosenza, die die 29 italo-albanischen Pfarreien mit byzantinischem Ritus in Süditalien vereinigte. Es war die erste katholische Diözese mit byzantinischem Ritus auf italienischem Boden. Mit der Bulle Apostolica Sedes von Papst Pius XI. vom 26. Oktober 1937 erfolgte die Errichtung der Eparchie Piana degli Albanesi für die italo-albanischen Gemeinden mit byzantinischem Ritus in Sizilien.

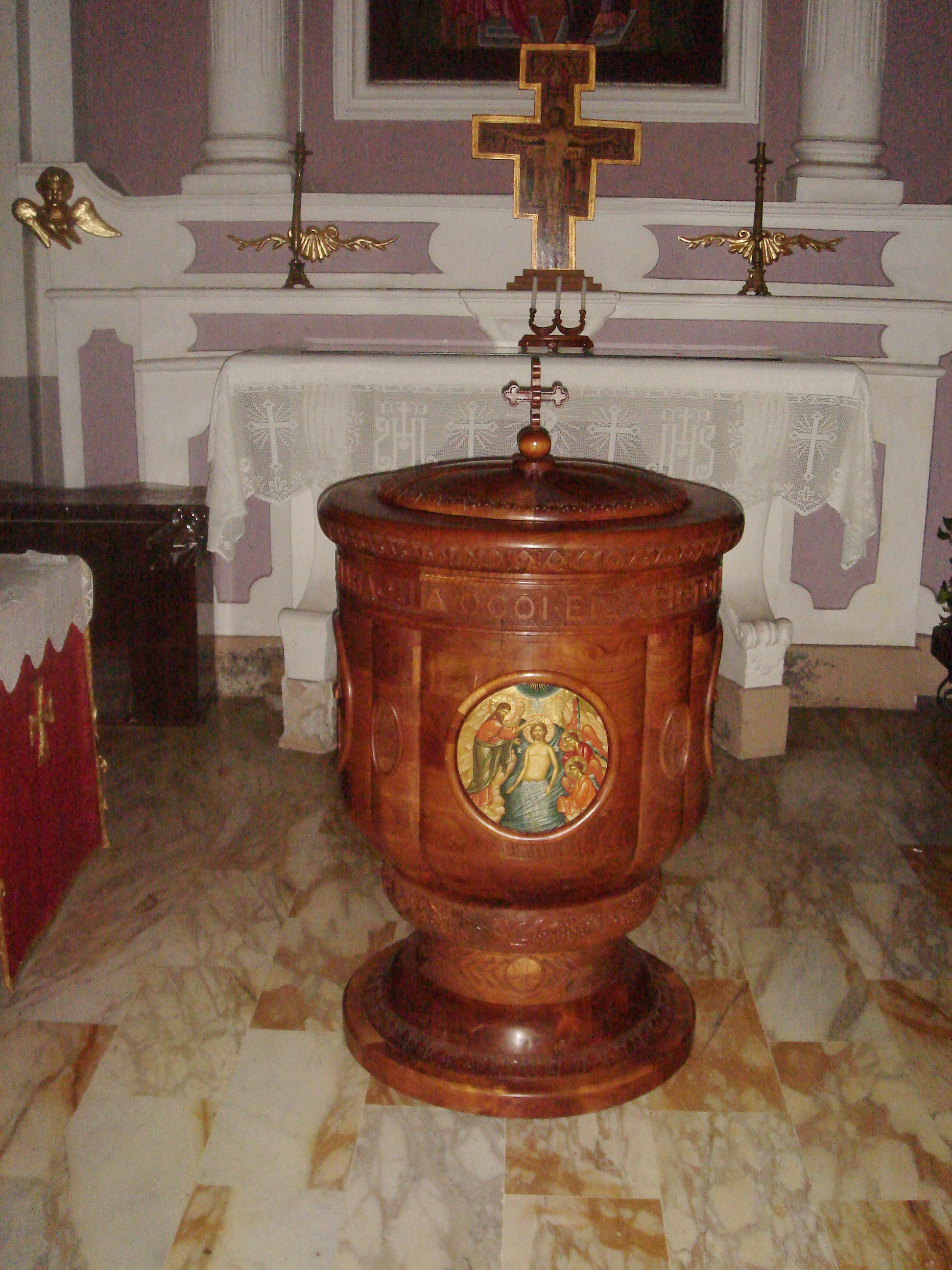
Kolymvithra (Taufbecken) in der Mutterkirche Santa Maria Assunta in Civita

Das Hauptmerkmal des byzantinischen Ritus ist, die göttliche Liturgie des heiligen Johannes Chrysostomus sowohl in der eucharistischen Liturgie als auch in der Feier der anderen Sakramente (z. B. das Ritual der Taufe ist durch Untertauchen beibehalten worden) zu befolgen. Ein weiteres Merkmal dieses Ritus ist, dass das kirchliche Zölibat für die Priester nicht obligatorisch ist, sodass auch verheirateten Männern die Ordination erteilt werden kann.
Viele der Gemeinden, in denen noch Arbëresh gesprochen wird, haben im Laufe der Jahrhunderte den byzantinischen Ritus verloren. Dies geschah unter dem Druck der religiösen und zivilen Behörden auf lokaler Ebene. Zirka die Hälfte der Arbëresh-Gemeinden sind in den ersten zwei Jahrhunderten zum lateinischen Ritus übergegangen. Der byzantinische Ritus hält sich vor allem in den Arbëresh-Gemeinden der Provinz Cosenza, in Kalabrien und in denen in der Umgebung von Piana degli Albanesi in Sizilien.
Liste der Gemeinden, wo noch Arbëresh gesprochen wird, die zum lateinischen Ritus übergegangen sind
- Molise: Provinz Campobasso: Campomarino, Montecilfone, Portocannone, Ururi
- Kampanien: Provinz Avellino: Greci
- Apulien:
  - Provinz Foggia: Casalvecchio di Puglia, Chieuti
  - Provinz Tarent: San Marzano di San Giuseppe
- Basilikata: Provinz Potenza: Barile, Ginestra, Maschito
- Kalabrien:
  - Provinz Catanzaro: Andali, Caraffa di Catanzaro, Gizzeria, Marcedusa, Vena di Maida (Maida), Zangarona
  - Provinz Cosenza: Cavallerizzo (Cerzeto), Cervicati, Cerzeto, Mongrassano, Rota Greca, Santa Caterina Albanese, San Giacomo (Cerzeto) San Martino di Finita, Spezzano Albanese
  - Provinz Crotone: Carfizzi, Pallagorio, San Nicola dell'Alto
- Sizilien:
  - Provinz Catania: Biancavilla
  - Provinz Palermo: Santa Cristina Gela

### Die Ikonen und ihre Bedeutung
Im Rahmen der byzantinischen und slawischen Kultur sind die Ikonen ein wertvoller und kulturell wichtiger Bestandteil. Der Begriff Ikone stammt aus dem Altgriechischen εἰκών, (eikón), was „Bild“ oder auf Holz gemaltes Heiligenbild bedeutet. Eigentlich ist die Ikone der graphische Ausdruck der christlichen Botschaft, weshalb die Ikonen in den slawischen Sprachen nicht gemalt, sondern „geschrieben“ werden. Somit kann von theologischer und nicht von religiöser Kunst gesprochen werden.
Der große Unterschied zwischen den byzantinischen Ikonen und den katholischen Gemälden liegt in der Vision der Ikonographie, die im byzantinischen Ritus eine tiefgreifende geistige Vorbereitung erforderlich macht, mehr als eine nur technische Fähigkeit. Bevor der Künstler anfängt zu malen, verbringt er eine Zeit der Askese, um durch geistige und spirituelle Reinigung mit dem Göttlichen in ein Zwiegespräch zu kommen und so für den Erfolg der Ikone „inspiriert“ zu werden. Über diesen besonderen spirituellen Weg und ihren theologischen Inhalt gelten die Ikonen als Werk Gottes, das durch die Hände des Ikonenmalers ausgedrückt wird.

## Bekannte Arbëresh

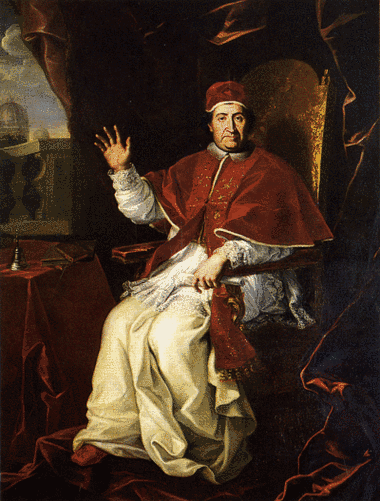
Giovanni Francesco Albani als Papst Clemens XI.

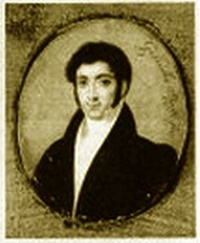
Pasquale Baffi

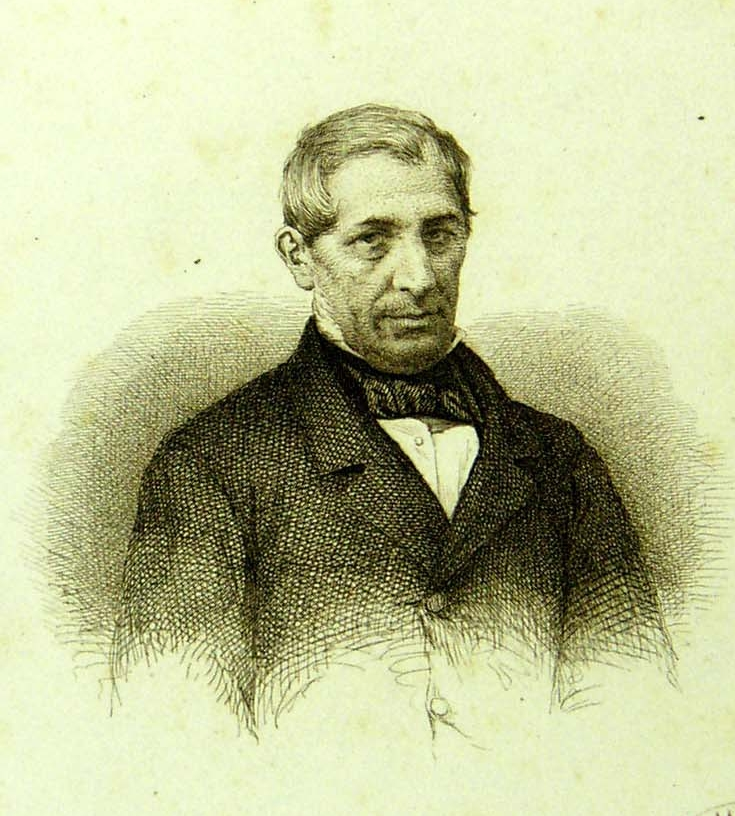
Luigi Giura

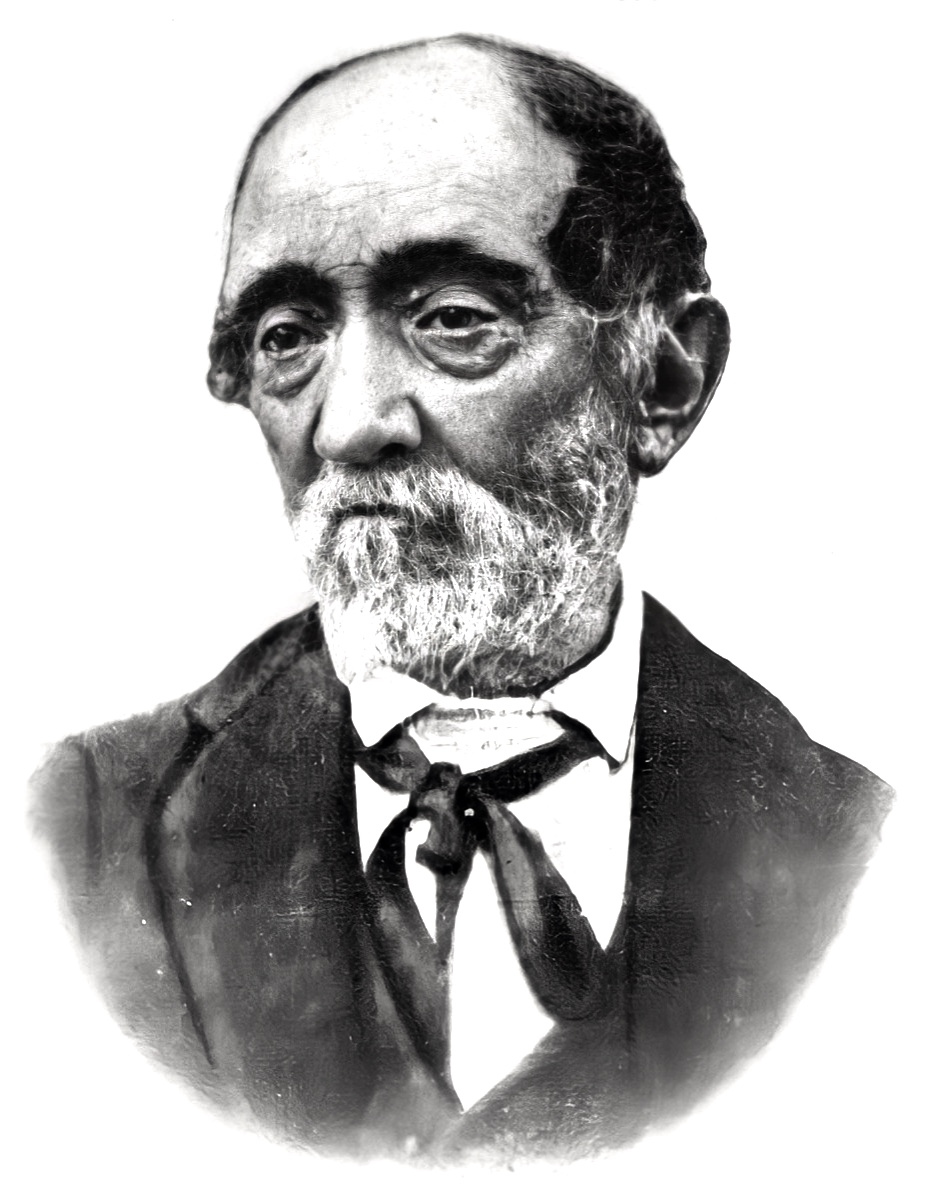
Girolamo de Rada (vor 1903)

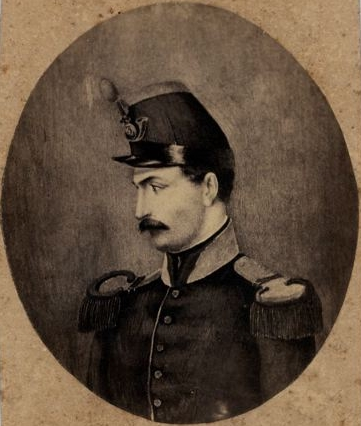
Agesilao Milano

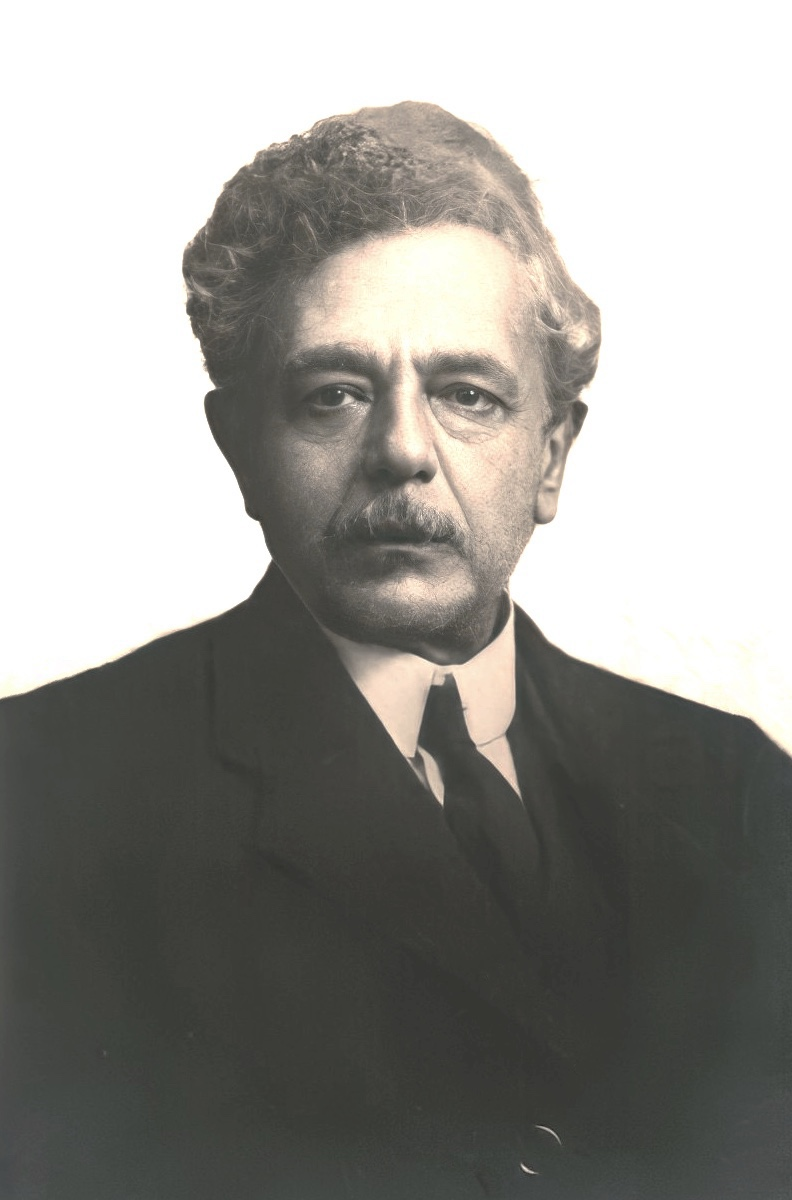
Giuseppe Schirò

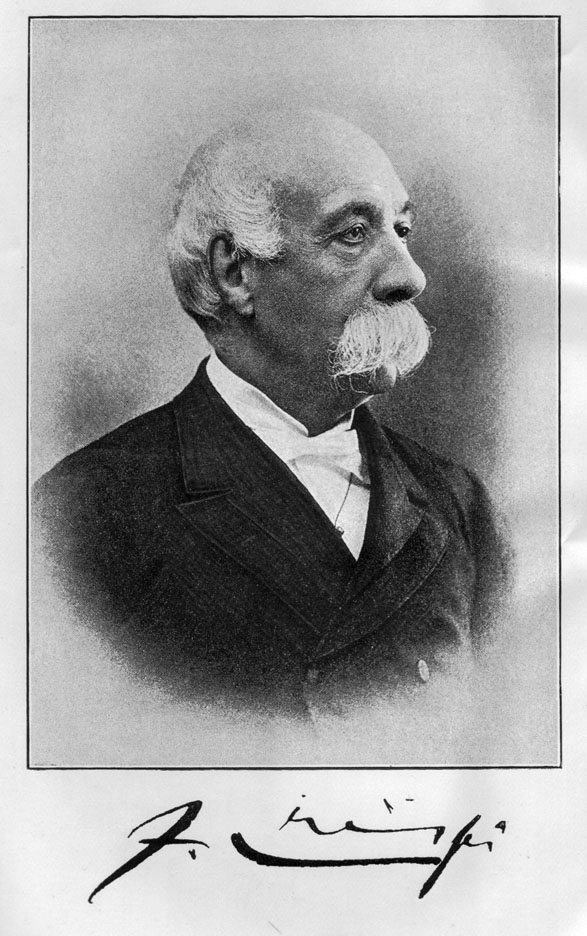
Francesco Crispi (etwa 1893)

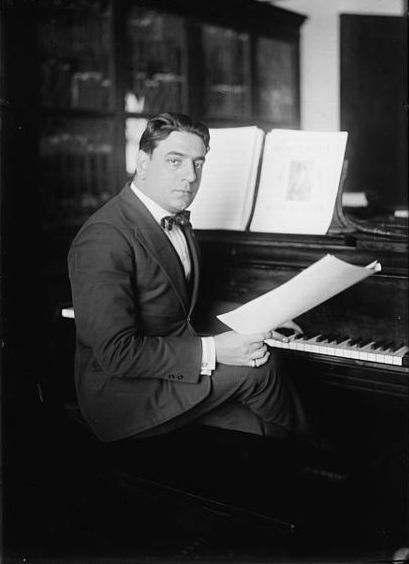
Tito Schipa

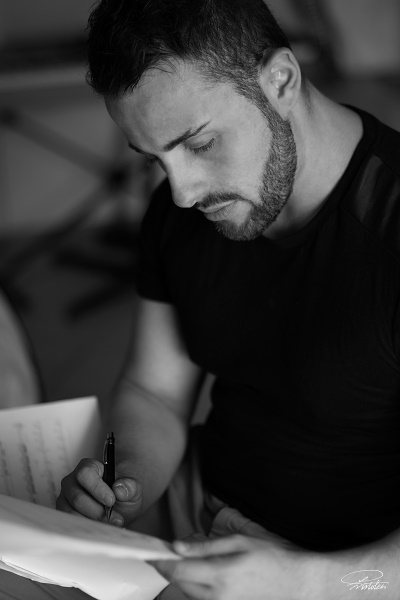
Salvatore Frega

- Andrea Alessi (1425–1505), Bildhauer und Architekt[136]
- Luca Baffa (1427?–1517), Führer und Kapitän der albanischen Söldner, eingebürgerter Italiener; er war Soldat im Dienst Ferdinands I. und Ferdinand II.
- Giovanni de Baffa (1460?–1483), Franziskaner (vielleicht Sohn von Luca Baffa)
- Demetrio Reres (15. Jahrhundert), albanischer Feldherr im Dienst von Alfonso I.[137]
- Gian Girolamo Albani (1504–1591), Kardinal der katholischen Kirche.
- Giorgio Basta (1540–1607), Sohn von Demetrio, Fähnrich, Kommandant in der niederländischen Armee, Gouverneur von Nivelle[138]
- Demetrio Capuzzimati (15./16. Jahrhundert), albanischer Kapitän im Dienst Karls V.; Gründer von San Marzano di Giuseppe in Apulien
- Lekë Matrënga (italienisch Luca Matranga; 1567–1619), orthodoxer Geistlicher und Autor[139]
- Giovanni Francesco Albani (1649–1721); als Papst Clemens XI. von 1700 bis 1721
- Annibale Albani (1682–1751), Kardinal und Bischof
- Giorgio Guzzetta (1682–1756), Priester des griechisch-byzantinischen Ritus der albanischen Minderheit auf Sizilien[140]
- Antonio Brancato (1688–1760), Priester des griechisch-byzantinischen Ritus, italo-albanesischer Dichter
- Felice Samuele Rodotà (1691–1740), erster ordinierender Bischof des griechisch-byzantinischen Ritus für die Arbëresh in Kalabrien.
- Alessandro Albani (1692–1779), Kardinal
- Nicolò Figlia (1693–1769), Priester des griechisch-byzantinischen Ritus, italo-albanesischer Schriftsteller[141]
- Paolo Maria Parrino (1710–1765), Papas und Literat, Initiator der romantischen illyrisch-albanischen Ideologie[142].
- Pasquale Teodoro Basta (1711–1765), Bischof von Melfi und Rapolla vom 29. Januar 1748 bis zu seinem Tod
- Giorgio Stassi (1712–1801), katholischer Bischof von Lampsacus und erster ordinierender Bischof des byzantinischen Ritus’ per Arbëresh auf Sizilien.
- Francesco Avati (1717–1800), Schriftsteller, Humanist.
- Giovanni Francesco Albani (1720–1803), Kardinal.
- Giulio Variboba (1725–1788), Papas, Schriftsteller und Vorläufer der modernen albanischen Poesie[143].
- Nicolò Chetta (1741–1803), Papas, Historiker, Schriftsteller[144].
- Francesco Bugliari (1742–1806), ordinierender Bischof des griechisch-byzantinischen Ritus für die Arbëresh, Titularbischof von Thagaste[145].
- Pasquale Baffi (1749–1799), Bibliothekar, Hellenist und italienischer Revolutionär[146].
- Giuseppe Albani (1750–1834), Kardinal
- Angelo Masci (1758–1821), Jurist und Gelehrter.[147]
- Giuseppe Crispi (1781–1859), Papas, Philologe und Historiker; ordinierender Bischof des griechisch-byzantinischen Ritus für die Arbëresh in Sizilien.
- Giovanni Emanuele Bidera (1784–1858), Dichter und Dramaturg.[148]
- Pasquale Scura (1791–1868), Politiker[149]
- Luigi Giura (1795–1864), Ingenieur und Architekt
- Pietro Matranga (1807–1855), Papas, Schriftsteller und Paläograph.
- Vincenzo Torelli (1807–1882), Journalist, Schriftsteller, Verleger und Impresario.
- Nicolò Camarda (1807–1884), Papas, Sprachwissenschaftler und Hellenist.
- Tommaso Pace (1807–1887), Historiker, Literat, Gräzist und italienischer Patriot.
- Domenico Mauro (1812–1873), Rechtsanwalt, Literat und italienischer Patriot.
- Angelo Basile (1813–1848), Papas und Schriftsteller[150].
- Giuseppe Bugliari (1813–1888), ordinierender Bischof des griechisch-byzantinischen Ritus für die Arbëresh, Titularbischof von Dausara[151].
- Girolamo de Rada (albanisch Jeronim de Rada; 1814–1903), Schriftsteller, Dichter und Publizist[152].
- Luigi Petrassi (1817–1842), Übersetzer.
- Francesco Antonio Santori (Arbëresh: Françesk Anton Santori oder Ndon Santori; 1819–1894), Geistlicher, Dichter und Schriftsteller; schrieb Emira, das erste Drama der albanischen Literatur.
- Francesco Crispi (1818–1901), Revolutionär, Staatsmann und ehemaliger Ministerpräsident von Italien
- Demetrio Camarda (1821–1882), Papas, Linguist, Historiker und Philologe; der wichtigste Forscher der albanischen Sprache des 19. Jahrhunderts.[153]
- Vincenzo Statigò (1822–1886), Schriftsteller.
- Vincenzo Dorsa (1823–1855), Papas, Albanologe, Volkskundler und Philologe[154].
- Luigi Lauda (1824–1892), Abt, Historiker und Schriftsteller.
- Domenico Damis (1824–1904), Patriot, General und Politiker[155].
- Gabriele Dara il Giovane (Arbëresh: Gavril Dara i Ri; 1826–1885), Dichter und Politiker; einer der ersten Schriftsteller der albanischen Nationalbewegung[156].
- Gennaro Placco (1826–1896), Patriot und Dichter[157].
- Attanasio Dramis (1829–1911), Patriot des Risorgimentos[158].
- Agesilao Milano (1830–1856), Soldat, der am 8. Dezember 1856 einen Anschlag auf das Leben des Königs der beiden Sizilien, Ferdinand II., verübte[159].
- Giuseppe Angelo Nociti (1832–1899), Schriftsteller[160].
- Giuseppe Schirò (Arbëresh: Zef Skiroi; 1865–1927), Dichter, Sprachforscher und Universitätsprofessor
- Alexander Moissi (arbëresh: Aleksandër Moisiu, italienisch: Alessandro Moisi; 1879–1935), österreichischer Schauspieler
- Joseph Ardizzone (italienisch Giuseppe Ernesto Ardizzone; 1884–1931), amerikanischer Mafioso
- Tito Schipa (bürgerlich Raffaele Attilio Amedeo Schipa; 1888–1965), Tenor und Komponist
- Antonio Gramsci (1891–1937), Schriftsteller, Journalist, Politiker und marxistischer Philosoph
- Enrico Cuccia (1907–2000), Banker
- Ernesto Sabato (1911–2011), Schriftsteller, Wissenschaftler und Maler
- Regis Philbin (1931–2020), US-amerikanischer TV-Moderator
- Ercole Lupinacci (1933–2016), Bischof von Lungro
- Stefano Rodotà (1933–2017), Politiker
- Sotìr Ferrara (1937–2017), Bischof von Piana degli Albanesi
- Joseph J. DioGuardi (* 1940), republikanischer Politiker und ehemaliger Abgeordneter im Repräsentantenhaus der Vereinigten Staaten
- Danny DeVito (* 1944), US-amerikanischer Schauspieler[161]
- Carmine Abate (* 1954), Schriftsteller
- Francesco Micieli (* 1956), Schweizer Schriftsteller
- Tom Perrotta (* 1961), italoamerikanischer Schriftsteller und Drehbuchautor
- Kara DioGuardi (* 1970), US-amerikanische Musikerin
- Antonio Candreva (* 1987), Fußballspieler
- Salvatore Frega (* 1989), Komponist zeitgenössischer Kunstmusik und experimenteller Musik[162].
- Mateo Musacchio (* 1990), argentinisch-italienischer Fußballspieler